# R指定の映画一覧 (米国)
R指定の映画一覧は、アメリカ合衆国の映画審査機関MPAによる審査で、R指定（17歳未満は保護者同伴）を受けた映画の一覧。R指定は「17歳未満は保護者の同伴が必要」という意味があり、「暴力・流血（および猟奇表現）」「直接的な性行為」「Fワードなどの卑語」のいずれか一つでも含む場合はこのレイティングに割り振られる。
アメリカ合衆国におけるR指定の基準は、日本（映倫）のR-15指定（15歳未満の鑑賞を禁止）よりも、かなり厳しいものとなっている。そのため、日本においてG指定やPG-12指定を受けた作品も存在すれば、R-18指定を受けた作品も存在する。
映画プロデューサー・三谷匠衡は、間口の広い作品にしたい場合はPG-13におさまるようにする傾向がある一方、『ジョーカー』のように間口が狭くても大ヒットした例があることに加え、コメディ作品『ハングオーバー! 消えた花ムコと史上最悪の二日酔い』のように麻薬や下品な言葉といった過激な要素が却って面白がられて間口が広がった例もあるとポッドキャスト「下から目線のハリウッド ～映画業界の舞台ウラ全部話します～」におけるオトバンク代表取締役の久保田裕也との対談の中で話している。
その一方、R指定の作品の中には『ダークマン』のようにアクションフィギュアやコンピュータゲームなど子ども向けのマーケティングが行われていた例もあった。

## 一覧
注意事項
- 日本に正式に輸入されていない洋画は記載不可（ビデオスルー（劇場未公開）作品は可）。
- 米国に正式に輸入されていない邦画は記載不可（ビデオスルー（劇場未公開）作品は可）。
- 右記の"【】"は日本（映倫、もしくはビデ倫、ビデオメーカー）のレイティングを表す。
- 公開済みでも一覧に含まれていない作品があります。上記の事項を守って作品を追加してください。

### あ行
- アースクエイクバード【R15+】
- アース・フォール JIU JITSU
- アート・オブ・ウォー
- アート・オブ・ウォー2
- アート・オブ・ウォー3
- アーミー・オブ・ザ・デッド
- アイアンクロー
- アイアン・フィスト【R15+】
- アイアン・メイズ/ピッツバーグの幻想
- アイガー・サンクション
- 愛さえあれば【PG12】
- 愛されちゃって、マフィア
- 愛人/ラマン【R15+】
- 愛する人【PG12】
- アイ・ソー・ザ・ライト【PG12】
- アイデア・オブ・ユー 〜大人の愛が叶うまで〜
- “アイデンティティー”【PG12】
- 愛すべき夫妻の秘密
- 愛に気づけば…
- 愛と青春の旅だち【劇場再公開時はR15+】
- アイ,トーニャ 史上最大のスキャンダル【PG12】
- 愛についてのキンゼイ・レポート【R15+】
- アイスマン 超空の戦士
- アイズ ワイド シャット【R18+】
- 愛の神、エロス【R15+】
- 愛の亡霊【R15+】
- アイヒマンを追え! ナチスがもっとも畏れた男
- アイム・ソー・エキサイテッド!【R15+】
- アイム・ノット・ゼア【PG12】
- アイム・ユア・ウーマン
- 愛より強く【R18+】
- アイリッシュマン【PG12】
- 愛を綴る女【R15+】
- 愛を読むひと【劇場公開版はPG12、ソフト版に収録された無修正完全版はR15+】
- アヴァロン
- アウト・オブ・サイト
- アウトサイダーズ【R15+】
- アウト・フォー・ジャスティス
- アウトブレイク
- アウトポスト(2020)
- アウトレイジ(2010) 【R15+】
- アウトレイジ ビヨンド【R15+】
- アウトロー・キング スコットランドの英雄
- 青い珊瑚礁(1980)(続編はPG-13指定)
- 青い体験
- 青いドレスの女
- 蒼き狼 〜地果て海尽きるまで〜
- アオラレ【PG12】
- 赤い影
- 赤と白とロイヤルブルー
- 暁に祈れ【R15+】
- 悪党に粛清を【R15+】
- アクト・オブ・バイオレンス
- 悪女のたわむれ
- 悪人に平穏なし【R15+】
- 悪の法則【R15+】
- 悪魔と夜ふかし【PG12】
- 悪魔のいけにえ【2015年のリバイバル上映時はR15+】
- 悪魔のいけにえ2
- 悪魔のいけにえ3 レザーフェイス逆襲
- 悪魔のいけにえ レジェンド・オブ・レザーフェイス
- 悪魔のいけにえ -レザーフェイス・リターンズ-
- 悪魔のえじき【R18+】
- 悪魔の恋人
- 悪魔のサンタクロース 惨殺の斧
- 悪魔のシスター
- 悪魔の棲む家(1979)
- 悪魔の棲む家PART2(続編はPG指定)
- 悪魔の棲む家 完結編
- 悪魔の棲む家・最終章/ザ・ポルターガイスト
- 悪魔の棲む家(2005)【PG12】
- 悪魔の棲む部屋
- 悪魔の毒々モンスター【R18+】
- 悪魔の毒々モンスター 東京へ行く
- 悪魔の毒々モンスター 毒々最後の誘惑
- 悪魔の毒々モンスター 新世紀絶叫バトル【R15+】
- 悪魔はいつもそこに
- 憧れのウェディング・ベル
- アザー・ピープルズ・マネー
- アサシン 暗・殺・者
- アサルト13 要塞警察
- アジョシ【R15+】
- アス【R15+】
- アタック・オブ・ザ・50フィート・チアリーダー【PG12】
- アタック・ザ・ブロック【PG12】
- アダプテーション【PG12】
- アダムズ・アップル【PG12】
- アダルト♂スクール
- 熱き愛に時は流れて
- アッシュ 〜孤独の惑星〜
- アップグレード【PG12】
- アップグレード: どん底女子の幸せ探し
- あと1センチの恋【PG12】
- アトミック・ブロンド【R15+】
- アドレナリン【R15+】
- アドレナリン:ハイ・ボルテージ【R18+】
- アナーキー
- アナコンダ3(前作まではPG-13指定)
- アナコンダ4
- アナザー・シンプル・フェイバー
- アナザヘヴン【劇場公開時はPG12、映像ソフトはノーカットR15+】
- あなたに恋のリフレイン
- あなたを見送る7日間
- アナと世界の終わり【PG12】
- アナトミー2
- アナベル 死霊館の人形【PG12】
- アナベル 死霊人形の誕生【PG12】
- アナベル 死霊博物館
- アニマル・キングダム【PG12】
- アニマル・ハウス
- アネット【PG12】
- あのこと【R15+】
- あの日の指輪を待つきみへ
- あの日、欲望の大地で【PG12】
- アノマリサ【R15+】
- あの胸にもういちど
- あの夜、マイアミで
- ［アパートメント:143］
- アバウト・シュミット
- アバウト・タイム〜愛おしい時間について〜
- アビゲイル【R15+】
- アフター・ウェディング
- アフター -壊れる絆-(前作はPG-13指定)
- アフターショック【R18+】
- アフターマス【PG12】
- ア・フュー・グッドメン【劇場再公開時はPG12】
- アフター・アワーズ
- アプレンティス:ドナルド・トランプの創り方【R15+】
- アポカリプト【R15+】
- アマデウス ディレクターズカット版【2010年の劇場版再公開時はG、2016年の劇場版再公開時はPG12】
- アマロ神父の罪
- アミスタッド
- アミティヴィル1992
- アムステルダム
- 雨のなかの女
- 雨の日は会えない、晴れた日は君を想う【PG12】
- アメリ
- アメリカの災難
- アメリカン・アサシン【R15+】
- アメリカン・ギャングスター【R15+】
- アメリカン・サイコ【R15+】
- アメリカン・サマー・ストーリー
- アメリカン・スナイパー【R15+】
- アメリカン・ソルジャー
- アメリカン・ドリーマー 理想の代償【PG12】
- アメリカン・パイ
- アメリカン・パイ3:ウェディング大作戦
- アメリカン・バイオレンス(1981)
- アメリカン・バイオレンス(1996)
- アメリカン・パイパイパイ!完結編 俺たちの同騒会【R18+】
- アメリカン・ハッスル
- アメリカン・ヒストリーX【R18+】
- アメリカン・ビューティー
- アメリカン・フィクション
- アメリカン・ポップ
- アラトリステ【R15+】
- 阿羅漢
- アラビアンナイト 三千年の願い【PG12】
- アラン・スミシー・フィルム
- アリー/ スター誕生【PG12】
- ある愛の風景
- ある愛へと続く旅【PG12】
- ある画家の数奇な運命【R15+】
- アリオン
- アリゲーター(続編はPG-13指定)
- アリゾナ・ドリーム
- アルゴ
- ある少年の告白【PG12】
- あるスキャンダルについての覚え書き【R15+】
- アルゼンチン1985 〜歴史を変えた裁判〜
- アルタード・ステーツ/未知への挑戦
- アルティメット
- アルティメット2 マッスル・ネバー・ダイ
- アルティメット・サイクロン
- アルトナイツ
- アルバート氏の人生【PG12】
- アルファ・ドッグ 破滅へのカウントダウン
- アルフィー(2004)
- アルマゲドン・タイム ある日々の肖像【PG12】
- アレキサンダー
- アレクサンドリア
- アレンジメント/愛の旋律
- アローン・イン・ザ・ダーク【PG12】(続編はPG-13指定)
- 哀れなるものたち【R18+】
- 憐れみの3章【R15+】
- アンカット・ダイヤモンド
- 暗黒街の顔役(1975)
- 暗殺者
- 暗殺者のメロディ
- アンジェラ
- アンジェントルメン
- アンダーカヴァー【PG12】
- アンダーカバー
- アンタッチャブル【劇場再公開時はPG12】
- アンダー・ザ・シルバーレイク【R15+】
- アンダー・ザ・スキン 種の捕食【R15+】
- アンダードッグス
- アンダーワールド【PG12】
- アンダーワールド: エボリューション【R15+】
- アンダーワールド ビギンズ【R15+】
- アンダーワールド 覚醒【R15+】
- アンダーワールド ブラッド・ウォーズ【R15+】
- アンチ・ライフ【PG12】
- アンティル・ドーン【R18+】
- アンテベラム
- アントラップ 〜リル・ベイビーの軌跡〜
- アンビュランス(1990)
- アンビュランス(2022)【PG12】
- アンフォゲッタブル
- アンフレンデッド【PG12】
- アンフレンデッド: ダークウェブ
- アンモナイトの目覚め【R15+】
- アンロック/陰謀のコード【PG12】
- イージー・ライダー【劇場再公開時はR15+】
- イースタン・プロミス【R18+】
- イーストウィックの魔女たち
- イヴ・サンローラン(2014)【PG12】
- イエスメン〜大資本と戦うお笑いテロリスト〜
- 硫黄島からの手紙
- イカとクジラ【PG12】
- 伊賀忍法帖
- 怒りの群れ
- 生きてこそ(1993)
- イコライザー【PG12】
- イコライザー2【PG12】
- イコライザー THE FINAL【R15+】
- 異人たち【R15+】
- イズント・シー・グレート
- 異端者の家【R15+】
- 異端の鳥【R15+】
- イット・カムズ・アット・ナイト
- イット・フォローズ【R15+】
- イップ・マン 序章
- イップ・マン 葉問(続編ではPG-13指定)
- いちご白書
- 偽りなき者【R15+】
- いとこのビニー
- イニシェリン島の精霊【PG12】
- イノセント・ガーデン【PG12】
- イノセント・ブラッド
- イノセントマン/仕組まれた罠
- イベント・ホライゾン
- イマジン/ジョン・レノン
- イヤー・オブ・ザ・ドラゴン
- イレイザー
- イレイザー: リボーン
- イレイザーヘッド
- イレブンメン・アウト
- インキーパーズ
- イングリッシュ・ペイシェント
- イングロリアス・バスターズ【R15+】
- インサイダー
- インサイド・マン
- インサイド・ルーウィン・デイヴィス 名もなき男の歌
- イン・ザ・カット【R15+】
- イン・ザ・スープ
- インスティゲイターズ 〜強盗ふたりとセラピスト〜
- インスペクション ここで生きる【R15+】
- インソムニア
- インタビュー・ウィズ・ヴァンパイア
- インディアン・ランナー
- インティマシー/親密【R18+】
- イントゥ・ザ・サン【R15+】
- イントゥ・ザ・ワイルド
- インバージョン 転移
- インヒアレント・ヴァイス【R15+】
- インビジブル(2000)【PG12】
- インビジブル2
- インファナル・アフェア
- インファナル・アフェア 無間序曲【劇場再公開時はPG12】
- インフィニット
- インフェルノ(1980)
- インフォーマント!
- 陰謀のセオリー
- インモータルズ -神々の戦い-【R15+】
- ヴァイラス
- ヴァイラル
- ヴァチカンのエクソシスト【PG12】
- ヴァンキッシュ
- ヴァンパイア【PG12】
- ヴァンパイア/最期の聖戦【PG12】
- ヴァンパイア/黒の十字架
- ヴィジョン/暗闇の来訪者
- ウィズアウト・リモース
- ヴィタール
- ウィッカーマン(1973)
- ウィッチ
- ウィリーとフィル 危険な関係
- ウインドトーカーズ
- ウインド・リバー
- ウーマン・イン・ザ・ウィンドウ
- ウーマン・オン・トップ
- ウェイキング・ライフ
- ウェディング・クラッシャーズ
- ウェディング・フィーバー ゲスな男女のハワイ旅行
- ウェディング・バトル アウトな男たち
- ウェディング・バンケット
- ヴェルヴェット・アンダーグラウンド
- ウェルカム・トゥ・コリンウッド
- ヴェロニカ・ゲリン
- ウォーター・パニック in L.A.
- ウォー・ドッグス
- ウォール街(続編はPG-13指定)
- ウォッチメン【R15+】
- ウォッチメン チャプターⅠ
- ウォッチメン チャプターⅡ
- ウォリアーズ
- ウォンテッド【R15+】
- 受取人不明
- 嘘はフィクサーのはじまり
- 宇宙人ポール【PG12】
- 美しい夜、残酷な朝【R15+】
- 美しき棘
- うつせみ
- ウッドストック/愛と平和と音楽の三日間
- ウッドストックがやってくる!【R15+】
- ウディ・アレンの誰でも知りたがっているくせにちょっと聞きにくいSEXのすべてについて教えましょう
- 海の上のピアニスト
- 海は見ていた
- 海辺の家
- 裏切りのサーカス【R15+】
- ウルフ
- ウルフ・アワー【R15+】
- ウルフ・オブ・ウォールストリート【劇場公開版・Blu-ray・DVD版はR18+、WOWOW・スターチャンネルはR15+】
- ウルフズ
- ウルフマン(2010)【R15+】
- ウワサの真相/ワグ・ザ・ドッグ
- 運命の女(2002)
- 運命の逆転
- 運命の子
- 運命を分けたザイル
- エアフォース・ワン
- エア・フォースII
- 永遠のこどもたち
- 栄光のエンブレム
- 英国王のスピーチ
- 英国式庭園殺人事件
- エイミー、エイミー、エイミー! こじらせシングルライフの抜け出し方【R15+】
- 英雄の条件
- 英雄の証明(2011)
- エア・ストライク(2018)【PG12】
- エイリアン
- エイリアン2
- エイリアン3
- エイリアン4【R15+】
- エイリアン: コヴェナント【R15+】
- エイリアン:ロムルス【PG12】
- エージェント・ウルトラ【R15+】
- エージェント・マロリー
- エグザイル/絆【PG12】
- エクステ
- エクストロ【R15+】
- エクスペリメント【R15+】
- エクスペンダブルズ【R15+】
- エクスペンダブルズ2【劇場公開版はPG12、Blu-ray・DVD版はR15+】（続編ではPG-13指定）
- エクスペンダブルズ ニューブラッド【R15+】
- エクスポーズ 暗闇の迷宮
- エクス・マキナ【R15+】
- エグゼクティブ・デシジョン
- エクソシスト
- エクソシスト2
- エクソシスト3
- エクソシスト ビギニング【PG12】
- エクソシスト 信じる者【PG12】
- エコエコアザラクIII -MISA THE DARK ANGEL-
- エコーズ【PG12】
- エコー・バレー
- エコール【PG12】
- エスケープ・フロム・L.A.
- エスター【R15+】
- エスター ファースト・キル【R15+】
- エターナル・サンシャイン
- エド・ウッド
- エドワードII
- エブリシング・エブリウェア・オール・アット・ワンス
- エブリバディ・ウォンツ・サム!! 世界はボクらの手の中に【PG12】
- エリジウム【PG12】
- エマニエル夫人
- エマニュエル
- エネミー・オブ・アメリカ
- エネミー・ライン
- エネミー・ライン2 -北朝鮮への潜入-
- エネミー・ライン3 激戦コロンビア
- エミリア・ペレス
- エリン・ブロコビッチ
- エルヴィスとニクソン 〜写真に隠された真実〜
- エル・カンタンテ【R15+】
- エル・マリアッチ
- エルム街の悪夢(1984)
- エルム街の悪夢2 フレディの復讐
- エルム街の悪夢3 惨劇の館
- エルム街の悪夢4 ザ・ドリームマスター 最後の反撃
- エルム街の悪夢5 ザ・ドリームチャイルド
- エルム街の悪夢 ザ・ファイナルナイトメア
- エルム街の悪夢 ザ・リアルナイトメア
- エルム街の悪夢(2010)【R15+】
- エレファント(2003)【R15+】
- 遠距離恋愛 彼女の決断【R15+】
- エンジェル・アット・マイ・テーブル
- エンド・オブ・ア・ガン 沈黙の銃弾
- エンド・オブ・ザ・ワールド(2012)
- エンド・オブ・ウォッチ【PG12】
- エンド・オブ・デイズ
- エンド・オブ・ホワイトハウス【PG12】
- エンド・オブ・キングダム【PG12】
- エンド・オブ・ステイツ【PG12】
- エンドレス・エクソシズム
- エンドレス・ラブ
- エンパイア・オブ・ライト【PG12】
- エンロン 巨大企業はいかにして崩壊したのか?
- 追いつめられて
- 王様のためのホログラム【PG12】
- 王妃の紋章
- 大いなる陰謀
- オーヴァーロード【R15+】
- オーダー
- オーディション【R15+】
- 劇場版 オーバーロード 聖王国編【PG12】
- オープン・ウォーター
- オープン・ウォーター2
- オーメン(1976)
- オーメン2/ダミアン
- オーメン/最後の闘争
- オーメン4
- オーメン(2006)【R15+】
- オーメン:ザ・ファースト【PG12】
- オール・アイズ・オン・ミー【PG12】
- オール・ザット・ジャズ【PG12】
- オールデイ・アンド・ア・ナイト: 終身刑となった僕
- オールド・ガード
- オールド・ボーイ(2003)【R15+】
- オールド・ボーイ(2013)【R15+】
- 狼男アメリカン
- 狼たちの影
- 狼たちの午後
- 狼たちの処刑台
- 狼たちの報酬
- 狼たちの街
- 狼の死刑宣告【R15+】
- 狼よさらば
- 狼よさらば 地獄のリベンジャー
- おかしなおかしな訪問者(続編はG指定)
- オキュラス/怨霊鏡【R15+】
- オスカー・ワイルド
- オッペンハイマー[4]【R15+】
- 弟切草【PG12】
- 男が女を愛する時
- 男たちの挽歌 A BETTER TOMORROW【PG12】
- 男と女の不都合な真実【R15+】
- おとなの恋は、まわり道【R15+】
- お!バカんす家族【PG12】
- オブザーブ・アンド・レポート
- オフビート
- オフロでGO!!!!! タイムマシンはジェット式
- オフロでGO!!!!! タイムマシンはジェット式2
- オペラ座/血の喝采【完全版はR18+】
- オペラ座の怪人(1989)
- オペレーション・フォーチュン
- おもいでの夏
- 俺だけレベルアップな件 -ReAwakening-【R15+】
- 俺たち喧嘩スケーター
- 俺たち喧嘩スケーター2: 最後のあがき
- 俺たちダンクシューター【PG12】
- 俺たちに明日はない
- オレの獲物はビンラディン【PG12】
- 俺のムスコ
- 俺らのマブダチ リッキー・スタニッキー
- 終わらない週末
- オン・ザ・ロード【R15+】
- オン・ザ・ロック
- 女と銃と荒野の麺屋
- 女は二度決断する【PG12】
- 女必殺拳
- 陰陽師
- 陰陽師II
- オンリー・ゴッド【R15+】

### か行
- カード・カウンター【R15+】
- カーマ・スートラ/愛の教科書
- ガール・オン・ザ・トレイン【PG12】
- ガール・ネクスト・ドア【R15+】
- ガールファイト
- ガールフレンド・エクスペリエンス【PG12】
- ガール6
- カイト/KITE【R15+】
- 回路
- カウボーイビバップ 天国の扉
- 帰らない日曜日【R15+】
- カオス(2005)
- 顔のないヒトラーたち【PG12】
- 鏡の中の女
- 輝ける青春
- 隠された記憶【PG12】
- 隠し剣 鬼の爪
- カクテル
- 影なき男(1988)
- かごの中の瞳【R15+】
- カサンドロ リング上のドラァグクイーン
- 華氏119
- 華氏911
- カジノ
- カジノ・ジャック〜史上最悪のロビイスト〜
- カジノ・ハウス
- 数に溺れて
- 家族の肖像【劇場再公開時はPG12】
- 片腕ドラゴン
- 片腕カンフー対空とぶギロチン
- カタクリ家の幸福
- カタコンベ【R15+】
- カッコーの巣の上で
- 合衆国最後の日
- 哀しき獣【R15+】
- カニバル(1977)【R18+】
- カニング・キラー/殺戮の沼
- 彼女の面影
- カポーティ
- カポネ【R15+】
- カミーユ・クローデル
- 神様なんかくそくらえ
- 神弓-KAMIYUMI-【PG12】
- カモン カモン
- カラーズ 天使の消えた街
- 硝子の塔【R15+】(当初はNC-17指定)
- ガリー
- カリートの道
- カリギュラ(1980)【R18+】
- カリフォルニア(1993)
- カリフォルニア・ドールズ
- カリブの熱い夜
- カル【R15+】
- ガルシアの首
- カルメンという名の女【劇場再公開時はR15+】
- 華麗なる賭け
- 彼は秘密の女ともだち【R15+】
- 彼らは生きていた【R15+】
- 渇き【R15+】
- 監獄島【R15+】
- 観察者
- ガンシャイ
- ガンズ・アキンボ【R15+】
- ガンズ&ゴールド【PG12】
- 感染【PG12】
- 完全なる報復【R15+】
- カンダハル 突破せよ
- 鑑定士と顔のない依頼人【PG12】
- ガントレット
- ガンパウダー・ミルクシェイク【PG12】
- カンフーハッスル
- ガンモ【PG12】
- キアヌ【PG12】
- 消えた天使【R15+】
- 消えない罪
- 帰郷
- 気狂いピエロの決闘【R15+】
- 危険な遊び
- 危険な情事
- 危険なプロット【R15+】
- 危険なメソッド【PG12】
- 記者たち 衝撃と畏怖の真実
- 偽証
- キス・オブ・ザ・ドラゴン
- 奇跡の海【R15+】
- キック・アス【R15+】
- キック・アス/ジャスティス・フォーエバー【R15+】
- キック・オーバー【R15+】
- キックボクサー
- キッズ・オールライト【劇場公開時はR15+、DVDのオリジナルバージョンはR18+】
- きのうの夜は…
- 君と歩く世界【R15+】
- 君の名前で僕を呼んで【PG12】
- 劇場版「鬼滅の刃」無限列車編【PG12】[5]
- 「鬼滅の刃」上弦集結、そして刀鍛冶の里へ【PG12】
- 「鬼滅の刃」絆の奇跡、そして柱稽古へ【PG12】
- 劇場版「鬼滅の刃」無限城編 第一章 猗窩座再来【PG12】
- 逆襲! 殺人拳
- 逆転のトライアングル
- キャッシュトラック
- キャデラック・マン
- キャデラック・レコード 音楽でアメリカを変えた人々の物語【PG12】
- キャビン【R15+】
- キャビン・フィーバー
- キャプテン・スーパーマーケット
- キャリー(1976)【劇場再公開時はR15+】
- キャリー(2013)【劇場公開版・スターチャンネルはPG12、Blu-ray・DVD版はR15+】
- ギャロウ・ウォーカー 煉獄の処刑人【PG12】
- キャロル【PG12】
- ギャング・オブ・アメリカ【R15+】
- ギャング・オブ・ニューヨーク
- キャンディマン(1992)
- キャンディマン2
- キャンディマン(2021)【PG12】
- ギャンブラー(1971)
- 救命士
- 恐怖
- 恐怖のメロディ
- キラー・インサイド・ミー【R15+】
- キラー・エリート(2011)【PG12】
- キラーズ・オブ・ザ・フラワームーン【PG12】
- キラーズ・ゲーム
- キラーズ・セッション【R15+】
- キリングゲーム【PG12】
- キリング・サラザール 沈黙の作戦
- キリング・ショット【R15+】
- キリング・フィールズ 失踪地帯
- キリング・フィールド【劇場再公開時はPG12】
- キリング・ミー・ソフトリー【R18+】
- ギルティ/罪深き罪
- キル・ビル Vol.1【R15+】
- キル・ビル Vol.2
- キル・ユア・ダーリン【R15+】
- キング
- キング・オブ・コメディ(2000)
- キング・オブ・マンハッタン 危険な賭け【PG12】
- キングスマン【R15+】
- キングスマン:ゴールデン・サークル【PG12】
- キングスマン:ファースト・エージェント【PG12】
- キングダム
- キングダム・オブ・ヘブン【劇場再公開時はR15+】
- キングダム/見えざる敵【PG12】
- キング 罪の王【R15+】
- キング・ホステージ
- 金曜日の別荘で
- クィア/QUEER【R15+】
- クイーン・オブ・ザ・ヴァンパイア
- クイーンピンズ
- クイック&デッド
- クイルズ【R15+】
- クーデター【PG12】
- クーリエ 過去を運ぶ男【PG12】
- グエムル-漢江の怪物-
- グッド・ウィル・ハンティング/旅立ち
- グッド・ガール【PG12】
- グッド・タイム【R15+】
- グッドナイト・マミー
- グッド・バッド・ウィアード【PG12】
- グッドフェローズ【劇場再公開時はR15+】
- グッド・ボーイズ【PG12】
- グッドモーニング, ベトナム
- グッバイ・ゴダール!【R15+】
- グッバイ、サマー【PG12】
- グッバイ、リチャード!【R15+】
- 蜘蛛女
- 蜘蛛女のキス
- 蜘蛛の巣を払う女【PG12】
- クラークス
- クラークス2/バーガーショップ戦記
- クライシス
- クライム・オブ・パッション
- クライム・キーパー 香港捜査官
- クライム・ゲーム
- クライムズ・オブ・ザ・フューチャー【PG12】
- クライム・スピード【R15+】
- クライモリ(2003)【R15+】
- クライモリ デッド・エンド
- クライモリ デッド・ビギニング
- クライモリ デッド・パーティ
- クライモリ デッド・ホテル
- クライモリ(2021)
- クライング・ゲーム
- グラインドハウス【PG12】
- クラウド アトラス【劇場公開版はPG12、Blu-ray・DVD版はR15+】
- グラディエーター【劇場再公開時はPG12】
- グラディエーターII 英雄を呼ぶ声【R15+】
- クラッシュ(1996)【R18+】
- クラッシュ(2004)【PG12】
- グラマー・エンジェル危機一発
- 暗闇にベルが鳴る
- グランドフィナーレ【R15+】
- グランド・ブダペスト・ホテル
- グラン・トリノ【劇場再公開時はPG12】
- グラン・ブルー完全版 〜デジタル・レストア・バージョン〜【R15+】
- クリーチャー
- グリード ファストファッション帝国の真実
- クリープ
- グリーン・インフェルノ【R18+】
- グリーン・ゾーン
- グリーンマイル
- グリーンルーム【PG12】
- クリスティーナの好きなコト
- クリスティーン(1983)
- クリスティーン(2016)
- クリスマス・ウォーズ【PG12】
- クリスマス黙示録
- クリッターズ・アタック!(前作まではPG-13指定)
- グリッドロック
- グリフィン家のウエディングノート【PG12】
- クリフハンガー
- グリマーマン
- クリミナル 2人の記憶を持つ男
- クリムゾン・タイド
- クリムゾン・ピーク【R15+】
- クリムゾン・リバー
- クリムゾン・リバー2 黙示録の天使たち
- グリンゴ/最強の悪運男【PG12】
- クルーエル・インテンションズ
- クルーエル・インテンションズ2
- クルーエル・インテンションズ3
- クルージング
- クレイヴン・ザ・ハンター【R15+】
- クレイジー・ドライブ
- クレイジー・パーティー
- クレイジー・ハート
- グレートハンティング【R15+】
- グレタ GRETA
- 黒いジャガー
- 黒いジャガー/シャフト旋風
- 黒いジャガー/アフリカ作戦
- クロウ/飛翔伝説
- クロウ/復讐の翼
- クロウ/真・飛翔伝説
- クローサー(2004)【R15+】
- クローゼット～ゲイ叩き政治家のゲイを暴け！～
- クロール -凶暴領域-【PG12】
- クロスロード(1986)
- クロッカーズ
- クロッシング(2009)【R15+】
- クロッシング・ガード
- グロリア(1999)
- グロリアの青春【R15+】
- グロリア 永遠の青春【PG12】
- 刑事エデン/追跡者
- 刑事グラハム/凍りついた欲望
- 刑事ジョン・ブック 目撃者
- 刑事ジョン・ルーサー: フォールン・サン
- 刑事ニコ/法の死角
- ケイト
- ケープタウン【R15+】
- ケープ・フィアー
- ゲーム
- ゲーム・ナイト
- 月光の囁き
- 激突! 殺人拳
- 結婚記念日
- ゲッタウェイ(1972)
- ゲッタウェイ(1994)
- ゲット・アウト
- ゲットバック
- ゲット・リッチ・オア・ダイ・トライン【R15+】
- 訣別の街
- ゲティ家の身代金【R15+】
- ケミカル・ハーツ
- ケミカル51
- けんか空手 極真拳
- 恋する女たち
- 恋するプリテンダー
- 恋するベーカリー【R15+】
- 恋するポルノ・グラフィティ
- 恋におちたシェイクスピア【劇場再公開時はR15+】
- 恋に落ちたら…
- 恋におぼれて
- 恋のためらい/フランキーとジョニー
- 恋人たちの予感
- 恋人はセックス依存症
- 恋人まで1%【PG12】
- 恋人を取り戻すには
- コヴェナント/約束の救出
- 恍惚(1992)
- 絞殺魔
- 幸福の条件
- 荒野にて
- 荒野のストレンジャー
- 荒野の用心棒(劇場再公開時)
- 荒野はつらいよ 〜アリゾナより愛をこめて〜【R15+】
- 降霊会 -血塗られた女子寮-【R15+】
- ゴースト・オブ・マーズ
- ゴーストシップ【PG12】
- ゴースト/血のシャワー
- ゴースト・ドッグ
- ゴースト・フライト407便【PG12】
- ゴーストワールド【劇場再公開時はPG12】
- コードネーム: プリンス【R15+】
- コーヒー&シガレッツ
- コールガール
- ゴールデン・リバー【PG12】
- コールド・ウォー 香港警察 二つの正義
- ゴールド・パピヨン
- コールド マウンテン【R15+】
- ゴーン・ガール【R15+】
- ゴーン・ベイビー・ゴーン
- 氷の微笑【劇場再公開時はR15+】
- 氷の微笑2【R18+】
- コカイン・ベア【R15+】
- 極道恐怖大劇場 牛頭 GOZU【R15+】
- 極道大戦争【PG12】
- 告発
- 告発のとき【PG12】
- 極秘指令 ドッグ×ドッグ【R15+】
- 午後3時の女たち【R15+】
- ゴシカ【PG12】
- コスメティック・ウォー わたしたちがBOOSよ!
- コズモポリス【R15+】
- コックリさん（2004）【R15+】
- ゴッド・アンド・モンスター
- ゴッド・ディーバ【PG12】
- ゴッドファーザー
- ゴッドファーザー PART II【劇場再公開時はPG12】
- ゴッドファーザー PART III【完全版はR15+】
- ゴッド・ブレス・アメリカ【R15+】
- コットンクラブ
- コップ・アウト 〜刑事した奴ら〜【PG12】
- コップランド
- 子連れ狼 死に風に向う乳母車
- 子連れ殺人拳
- コナン・ザ・バーバリアン【R15+】
- コピーキャット
- コフィー
- コブラ
- コマンドー【劇場再公開時はPG12】
- コラテラル
- コラテラル・ダメージ
- ゴリラ
- ゴルゴ13 九竜の首
- コレクター【PG12】
- コレット【PG12】
- 孤狼の血【R15+】
- 殺したい女
- 殺しのセレナーデ
- 殺しのダンディー
- 殺しのドレス
- 殺しのナンバー
- 殺しのベストセラー
- 殺し屋1【R18+】
- こわれゆく女
- コン・エアー
- コンクリート・カウボーイ: 本当の僕は
- コンスタンティン【R15+】
- コントロール【PG12】
- コンフィデンスマン/ある詐欺師の男【R15+】
- コンフェッション【PG12】
- コンプライアンス 服従の心理【R15+】

### さ行
- ザ・アウトロー
- ザ・アマチュア
- サーティーン あの頃欲しかった愛のこと【R15+】
- サーフワイズ〜ユートピアを目指した放浪大家族〜
- 最愛の大地【R15+】
- 再会の街/ブライトライツ・ビッグシティ
- 最強のふたり【PG12】
- サイコ(1960)(劇場再公開時)
- サイコ2
- サイコ3/怨霊の囁き
- サイコ4
- サイコ(1998)
- 最後の決闘裁判【PG12】
- 最後のサムライ ザ・チャレンジ
- 最後の戦い
- 最後の忠臣蔵
- 最後の誘惑
- サイコハウス 血を誘う家
- 最終絶叫計画【PG12】
- 最'新'絶叫計画
- 最'狂'絶叫計画
- 最終絶叫計画4
- 最終絶叫計画5
- サイドウェイ【R15+】
- サイド・エフェクト【R15+】
- サイレンシング
- サイレンス
- サイレントナイト(2023)【R15+】
- サイレントナイト/こんな人質もうこりごり
- サイレントヒル【PG12】
- サイレントヒル: リベレーション3D【PG12】
- ザ・インターセクションズ【R15+】
- ザ・ウェイバック
- ザ・ウォーカー【PG12】
- ザ・ウォード/監禁病棟【R15+】
- ザ・ウォッチャー
- サウスパーク/無修正映画版【R15+】
- サウスポー
- サウンド・オブ・メタル 〜聞こえるということ〜
- ザ・エージェント【劇場再公開時はPG12】
- ザ・エクソシズム【PG12】
- ザ・エッグ 〜ロマノフの秘宝を狙え〜【R15+】
- ザ・ガンマン【PG12】
- ザ・ギフト
- ザ・キラー【PG12】
- ザ・クラッカー/真夜中のアウトロー
- ザ・グラッジ 死霊の棲む屋敷【R15+】
- ザ・クラフト
- サクラメント 死の楽園【R15+】
- ザ・グリード
- ザ・クリーナー 消された殺人【PG12】
- ザ・クリミナル 合衆国の陰謀
- ザ・ゲスト【R15+】
- 叫
- ザ・ゴールドフィンチ
- ザ・コミットメンツ
- ザ・コンサルタント
- ザ・コンサルタント2
- ザ・サイレンサー MAGNUM357
- ザ・サムライ 荒野の珍道中
- ザ・シークレット・サービス
- ザ・シューター/極大射程【PG12】
- 砂上の法廷【PG12】
- ザ・スーサイド・スクワッド “極”悪党、集結【R15+】(前作はPG-13指定)
- ザ・スイッチ【R15+】
- サスカッチ・サンセット
- ザ・スクエア 思いやりの聖域
- ザ・スナイパー
- サスペクツ・ダイアリー すり替えられた記憶
- サスペクト・ゼロ【PG12】
- サスペリア（1977）【劇場再公開時はR15+】
- サスペリア・テルザ 最後の魔女
- サスペリア（2018）【R15+】
- サスペリアPART2
- ザ・セル【R15+】
- ザ・ターゲット
- ザ・タウン【PG12】
- サタデー・ナイト/NYからライブ!
- サタデー・ナイト・フィーバー【劇場再公開時はPG12】（続編はPG指定）
- サタンクロース
- ザ・チャイルド
- ザ・チャイルド:悪魔の起源
- 殺人課
- 殺人鬼
- 殺人魚フライングキラー
- 殺人拳2
- ザ・ディレクター ［市民ケーン］の真実
- ザ・テキサス・レンジャーズ
- 座頭市（2003）【R15+】
- サドン・デス
- ザ・ハーダー・ゼイ・フォール: 報復の荒野【PG12】
- サバービコン 仮面を被った街
- ザ・バイクライダーズ
- サバイバル・オブ・ザ・デッド【R18+】
- サバイバル・ドライブ
- サバイビング・ゲーム
- サバイビング・ピカソ
- 砂漠の流れ者/ケーブル・ホーグのバラード
- ザ・バッグマン 闇を運ぶ男【PG12】
- ザ・パッケージ/暴かれた陰謀
- ザ・バブル
- ザ・ハリウッド【R18+】
- ザ・ハリケーン
- ザ・バンク 堕ちた巨像【PG12】
- ザ・ハント【R15+】
- ザ・ビーチ(2000)【劇場再公開時はR15+】
- ザ・ファーム 法律事務所
- ザ・ファイター【PG12】
- ザ・ファイブ・ブラッズ
- ザ・ファン
- サブウェイ
- サブウェイ123 激突
- ザ・フェイス
- ザ・フォーリナー/復讐者
- ザ・フォッグ(1980)
- サブスタンス【R15+】
- ザ・フライ
- ザ・フライ2 二世誕生
- サプライズ(2011)【R15+】
- ザ・プレイヤー
- ザ・プレデター【R15+】
- ザ・ペアレンティング/幽霊の棲む家
- ザ・ベイ【PG12】
- サベイランス【R15+】
- ザ・ホエール【PG12】
- ザ・ホード -死霊の大群-【R15+】
- サボタージュ(2014)【R15+】
- サマー・オブ・サム【R15+】
- ザ・マーダー
- ザ・マザー
- ザ・マスター【R15+】
- さまよう魂たち
- サマリア【R15+】
- ザ・ミスフィッツ【PG12】
- ザ・ミラー/悪魔の棲む鏡
- サムサッカー
- ザ・メキシカン
- ザ・メニュー【R15+】
- 鮫肌男と桃尻女
- ザ・ヤクザ
- ザ・ユナイテッド・ステイツ vs. ビリー・ホリデイ【R15+】
- さよならエマニエル夫人
- サヨナラの代わりに【PG12】
- サラ、いつわりの祈り【PG12】
- さらば、愛の言葉よ【R15+】
- さらば、ベルリン
- さらば、わが愛/覇王別姫
- サラバンド【R15+】
- サラブレッド【PG12】
- ザ・ベイ【PG12】
- サランドラ
- サランドラ II
- ザ・ルーム
- サルバドル/遥かなる日々
- ザ・レイド【R15+】
- ザ・レイド GOKUDO【劇場公開版・レンタル版はR15+、セル版はノーカットR18+】
- ザ・レジェンド・オブ・ルーシー・キーズ
- ザ・レポート【R15+】
- ザ・ロック【劇場再公開時はPG12】
- サンクスギビング【R18+】
- サンクタム
- 斬撃-ZANGEKI-【PG12】
- サンゲリア
- 三国志【PG12】
- サンシャイン・クリーニング【PG12】
- サンダーアーム/龍兄虎弟
- サンダーボルト
- サンドラの小さな家
- 散歩する侵略者
- 幸せのルールはママが教えてくれた
- しあわせへのまわり道【PG12】
- シークレット/嵐の夜に
- シークレット・エージェント
- シー・ノー・イーヴル 肉鉤のいけにえ【R18+】
- ジーパーズ・クリーパーズ【PG12】
- シェイエンヌを探して
- ジェイ&サイレント・ボブ 帝国への逆襲
- ジェイソンX 13日の金曜日【PG12】
- シェイプ・オブ・ウォーター【劇場公開版はR15+、オリジナル無修正版はR18+】
- ジェヴォーダンの獣【PG12】
- ジェーン(2016)【PG12】
- ジェーン・ドウの解剖【R15+】
- ジェクシー! スマホを変えただけなのに【PG12】
- ジェシー・ジェームズの暗殺【PG12】
- ジェニファーズ・ボディ【PG12】
- ジェニファー・ロペス 戦慄の誘惑
- シェフ 三ツ星フードトラック始めました【PG12】
- ジェラシー
- シェルター【PG12】
- シェルタリング・スカイ【劇場再公開時はR18+】
- ジェントルメン【PG12】
- シカゴ7裁判
- 鹿の王 ユナと約束の旅
- ジグソウ:ソウ・レガシー【R15+】
- 始皇帝暗殺
- 地獄のヒーロー
- 地獄の黙示録【劇場再公開時はPG12】
- ジゴロ・イン・ニューヨーク【PG12】
- 自殺サークル【R15+】
- 史上最高のカンパイ! 戦地にビールを届けた男
- シシリアン(1987)
- 静かなる侵蝕
- シスターズ(2006)
- シスターズ(2015)
- 刺青 IREZUMI
- 七人のマッハ!!!!!!!【PG12】
- シチリアーノ 裏切りの美学【R15+】
- 実験室KR-13【PG12】
- シティ・オブ・ゴッド【R15+】
- 死の標的
- シビル・ウォー アメリカ最後の日【PG12】
- 死亡遊戯
- 死亡の塔
- ジャーヘッド【R15+】
- シャイニング【北米公開版はPG12】
- 灼熱の魂【PG12】
- ジャスティス(1979)
- ジャスティス(2002)
- ジャスティス・リーグ:ザック・スナイダーカット
- ジャスティス・リーグ:ダーク
- ジャッカス・ザ・ムービー【R18+】
- ジャッカス/クソジジイのアメリカ横断チン道中【PG12】
- ジャッカス FOREVER【R18+】
- ジャッカル
- ジャッキー・コーガン【R15+】
- ジャッキー・ブラウン
- ジャックポット!
- ジャック・メスリーヌ フランスで社会の敵No.1と呼ばれた男【R15+】
- ジャック・ルビー
- ジャッジ 裁かれる判事
- ジャッジ・ドレッド(1995)
- ジャッジ・ドレッド(2012)【R15+】
- ジャッジメント・ナイト
- シャッター アイランド【PG12】
- シャドウ・イン・クラウド
- シャドー(1982)
- シャネル&ストラヴィンスキー【R18+】
- シャフト(2000)
- シャフト(2019)
- ジャングル ギンズバーグ19日間の軌跡【PG12】
- ジャンゴ 繋がれざる者【R15+】
- ジャンヌ・ダルク【PG12】
- シャンハイ【PG12】
- 上海異人娼館 チャイナ・ドール【R18+】
- 上海ルージュ
- シャンプー
- 十三人の刺客(2010)【PG12】
- ジュース【PG12】
- シューテム・アップ【R15+】
- 自由への道
- 呪怨(2003)
- 呪怨2(2003)
- 呪怨 ザ・グラッジ3(前作まではPG-13指定)
- 終着駅 トルストイ最後の旅【PG12】
- ジュ・テーム・モワ・ノン・プリュ【R18+】
- 修羅雪姫(2001)
- シュリ【劇場再公開時はPG12】
- ジュリエッタ【PG12】
- ジョイ・ラック・クラブ
- 少女 an adolescent
- 少年と犬
- 少年は残酷な弓を射る【PG12】
- 少林寺怒りの鉄拳
- 少林寺拳法
- 少林寺三十六房
- 女王陛下のお気に入り【PG12】
- ジョーカー【R15+】[2]
- ジョーカー:フォリ・ア・ドゥ【PG12】
- ショーシャンクの空に
- ショーン・オブ・ザ・デッド【劇場再公開時はR15+】
- 処刑剣 14BLADES
- 処刑!血のしたたり
- 処刑人【PG12】
- 処刑人II【PG12】
- 女囚処刑人マリア 劇場版
- 女性上位時代【劇場再公開時はR15+】
- ショッピング
- ジョルジュ・バタイユ ママン【R18+】
- ジョン・ウィック【R15+】
- ジョン・ウィック:チャプター2【R15+】
- ジョン・ウィック:パラベラム【R15+】
- ジョン・ウィック:コンセクエンス【R15+】
- ジョン・デロリアン【PG12】
- ジョン・F・ドノヴァンの死と生【PG12】
- シラノ・ド・ベルジュラックに会いたい!
- シリアスマン【PG12】
- シリアナ
- 死霊院 世界で最も呪われた事件
- 死霊館【PG12】
- 死霊館 エンフィールド事件【PG12】
- 死霊館のシスター
- 死霊館 悪魔のせいなら、無罪。【R15+】
- 死霊館のシスター 呪いの秘密【PG12】
- 死霊館 最後の儀式【PG12】
- 死霊高校【PG12】
- 死霊船 メアリー号の呪い
- 死霊伝説 呪われた町
- 死霊のえじき【劇場再公開時はR15+】
- 死霊の牙
- 死霊のはらわた(1981)【劇場再公開時はR15+】
- 死霊のはらわたII
- 死霊のはらわた(2013)【R18+】
- 死霊のはらわた ライジング【R18+】
- シルヴィア【R15+】
- シルク(2007)【PG12】
- シルクロード.com -史上最大の闇サイト-【PG12】
- シルベスター・スタローン ザ・ボディガード
- 白いカラス
- 白い刻印
- 白い肌の異常な夜
- 白い帽子の女【R15+】
- 白い闇の女【PG12】
- 真・悪魔の棲む家
- シン・シティ【R15+】
- シン・シティ 復讐の女神【R15+】
- 真実の行方
- 新宿インシデント【R15+】
- 新・13日の金曜日
- シンシン/SING SING
- 人生はシネマティック!【PG12】
- 親切なクムジャさん【R15+】
- シンドラーのリスト
- 新ドラキュラ/悪魔の儀式(前作はPG指定)
- 新ポリス・ストーリー
- シンプル・フェイバー【PG12】
- シンプル・プラン
- シンプルメン
- シン・レッド・ライン
- 人狼 JIN-ROH【PG12】
- スイートガール
- スイートハーツ
- 酔拳2
- 推定無罪
- スイミング・プール【R15+】
- 推理作家ポー 最期の5日間【R15+】
- スーサイド・スクワッド:ヘル・トゥ・ペイ
- スーパー!【R15+】
- スーパー・ハイ・ミー〜30日間吸いまくり人体実験〜【R15+】
- スーパーバッド 童貞ウォーズ
- スーパーフライ
- スーパー・マグナム
- スウィート17モンスター【PG12】
- スウィーニー・トッド フリート街の悪魔の理髪師【R15+】
- スウェプト・アウェイ
- スカーフェイス【劇場再公開時はR15+】
- スカーレット・レター
- スカイハイ 劇場版【PG12】
- スカイライン -奪還-【R15+】(前作はPG-13指定)
- スカイライン -逆襲-
- 素顔のままで
- スキヤキ・ウエスタン ジャンゴ【PG12】
- スキャナー・ダークリー【R15+】
- スキャンダル(1989)
- スキャンダル(2019)
- スクリーマーズ
- スクリーム(1996)
- スクリーム2
- スクリーム3【PG12】
- スクリーム4: ネクスト・ジェネレーション【R15+】
- スクリーム(2022)
- スクリーム6
- スクリーム・ガールズ-最後の絶叫-
- スケアクロウ
- スコーピオン
- スターシップ・トゥルーパーズ
- スターシップ・トゥルーパーズ2【R15+】
- スターシップ・トゥルーパーズ3【R15+】
- スターシップ・トゥルーパーズ インベイジョン
- スターシップ・トゥルーパーズ レッドプラネット
- スター誕生(1976)
- スタートレックVI 未知の世界（前作まではPG指定）
- スターリングラード(2001)
- スターリングラード 史上最大の市街戦
- スタンドアップ【R15+】
- スタンド・バイ・ミー【劇場再公開時はPG12】
- スティーヴン・キング/ナイトフライヤー
- スティーヴン・キング/痩せゆく男
- スティーブン・キング/アーバン・ハーベスト
- スティーブン・キング/アーバン・ハーベスト2
- スティーブン・キング/死の収穫
- スティーブ・ジョブズ(2015)
- スティーラーズ(2013)【R15+】
- スティーラーズ(2021)
- ステイ・フレンズ
- ステート・オブ・グレース
- 素敵な人生の終り方
- 素敵な人生のはじめ方
- ステファニー 死体と暮らす少女
- ストーリー・オブ・ラブ
- ストーン【R15+】
- ストーンウォール【PG12】
- ストックホルム・ケース
- ストップ・ロス/戦火の逃亡者
- ストリーマーズ 若き兵士たちの物語
- ストレイト・アウタ・コンプトン【R15+】
- ストレイ・ドッグ(1997)
- ストレイ・ドッグ(2018)
- ストレンジャーズ/戦慄の訪問者【PG12】
- ストレンジャーズ 地獄からの訪問者【PG12】
- スナッチ【PG12】
- スネーク・アイズ(1993)
- スネーク・アイズ(1998)
- スネーク・フライト【PG12】
- スノーデン【PG12】
- スノーピアサー【PG12】
- スノーホワイト(1997)
- スノー・ロワイヤル【PG12】
- スパイ・エンジェル グラマー美女軍団
- スパイ・ゲーム
- スパイダーヘッド
- スパイラル:ソウ オールリセット【R15+】
- スパイ・レジェンド【R15+】
- スパニッシュ・アパートメント
- スピーク・ノー・イーブル 異常な家族【PG12】
- スピーシーズ 種の起源
- スピーシーズ2
- スピーシーズ3 禁断の種【R15+】
- スピーシーズX 美しき寄生獣
- スピード(続編ではPG-13指定)
- スプライス
- スプラッター・ナイト/血塗られた女子寮
- スプリガン
- スプリング・ブレイカーズ【R15+】
- スペースバンパイア
- スペースマン
- スペシャリスト
- すべてが変わった日【PG12】
- スペンサー・コンフィデンシャル
- スポットライト 世紀のスクープ
- スポンティニアス
- スモーキン・エース/暗殺者がいっぱい【R15+】
- スモーキン・エース2【R15+】
- スモーキング・ハイ
- スモーク【PG12】
- スライ: スタローンの物語
- スラッカー
- スラムドッグス【PG12】
- スラムドッグ$ミリオネア【PG12】
- スランバー・パーティー大虐殺
- スリー・キングス
- スリーサム
- スリーピー・ホロウ【PG12】
- スリー・ビルボード
- スリープレス・ナイト(2017)【PG12】
- スリー・フロム・ヘル【R15+】
- スリザー
- スレイヤー 7日目の煉獄【PG12】
- ゼア・ウィル・ビー・ブラッド【PG12】
- 正義のゆくえ I.C.E.特別捜査官【PG12】
- ゼイ・コール・ハー・ワン・アイ〜血まみれの天使〜【R18+】
- 聖なる鹿殺し キリング・オブ・ア・セイクリッド・ディア【PG12】
- 西部戦線異状なし(2022)
- ゼイリブ
- セインツ -約束の果て-
- セイント・モード/狂信
- 世界中がアイ・ラヴ・ユー
- 世界でいちばん不運で幸せな私【PG12】
- 世界にひとつのプレイブック
- セキュリティ【PG12】
- セクレタリー【R15+】
- セシル・B/ザ・シネマ・ウォーズ
- セックス・アンド・ザ・シティ【PG12】
- セックス・アンド・ザ・シティ2【R15+】
- セックス・クラブ
- セックスと嘘とビデオテープ
- セッション
- セッションズ【R18+】
- 絶対恐怖 Pray プレイ
- セバーグ 〜素顔の彼女〜
- セプテンバー5
- セブン (1995)
- セブン・サイコパス【R15+】
- セブンソード
- セル【PG12】
- セルジオ: 世界を救うために戦った男
- セルロイド・クローゼット
- セレブの種【R18+】
- ゼロ・ダーク・サーティ【PG12】
- 鮮血の美学
- 戦場でワルツを【PG12】
- 戦場のピアニスト【劇場再公開時はPG12】
- 戦場のメリークリスマス
- 戦争のはらわた
- センチュリアン
- センチュリオン
- セントアンナの奇跡【R15+】
- セント・オブ・ウーマン/夢の香り【劇場再公開時はPG12】
- ソウ【R15+】
- ソウ2【R15+】
- ソウ3【R15+】
- ソウ4【R15+】
- ソウ5【R15+】
- ソウ6【R15+】
- ソウ ザ・ファイナル 3D【R15+】
- ソウX【R15+】
- 捜査官X【PG12】
- 双生児 -GEMINI-【PG12】
- ソードフィッシュ
- ソーセージ・パーティー【R15+】
- 続・悪魔の棲む家
- 続・青い体験
- 続・荒野の用心棒
- 続・ボラット 栄光ナル国家だったカザフスタンのためのアメリカ貢ぎ物計画
- 続・夕陽のガンマン(劇場再公開時)
- 続・夜の大捜査線(続編はPG-13指定)
- 狙撃者
- 底知れぬ愛の闇
- ソサエティー
- そして友よ、静かに死ね【PG12】
- そして、ひと粒のひかり【PG12】
- 卒業試験
- 卒業白書
- ゾディアック【PG12】
- ソナチネ
- その土曜日、7時58分【R18+】
- その道の向こうに
- ソハの地下水道【R15+】
- ソフィーの選択
- ソフト/クワイエット
- ソプラノズ ニューアークに舞い降りたマフィアたち
- ソリタリー・マン
- ソルジャー
- ソルジャーズ・アイランド
- ソルジャー・ブルー
- それでも夜は明ける【PG12】
- 存在の耐えられない軽さ【R18+】
- 存在のない子供たち【PG12】
- ゾンビ【日本初公開復元版はR15+】
- ゾンビーノ【PG12】(当初はPG-13指定)
- ゾンビーバー
- ゾンビ・ガール【R15+】
- ゾンビスクール!【R15+】
- ゾンビ・ストリッパーズ【R18+】
- ゾンビランド【R15+】
- ゾンビランド:ダブルタップ【R15+】

### た行
- ダーウィン・アワード【PG12】
- ダークエンジェル
- ダークグラス【PG12】
- ダークサイド【PG12】
- ダークハウス
- ダーク・フェアリー
- ダーク・プレイス【PG12】
- ダークマン[3]
- ダーティ・グランパ【R15+】
- ダーティー・コップ【R15+】
- ダーティハリー【劇場再公開時はPG12】
- ダーティハリー2
- ダーティハリー3
- ダーティハリー4
- ダーティハリー5
- ターナー、光に愛を求めて【PG12】
- ターミネーター【劇場再公開時はPG12】
- ターミネーター2【劇場再公開時はPG12】
- ターミネーター3（4、新起動/ジェニシスはPG-13指定）
- ターミネーター:ニュー・フェイト【PG12】
- ダイアリー・オブ・ザ・デッド【R15+】
- タイガーランド【PG12】
- タイ・カップ
- 大逆転
- 第9地区【PG12】
- タイタス【R15+】
- 大脱獄(1970)
- 大脱出
- 大脱出2
- 大脱出3【R15+】
- 大統領暗殺
- 大統領の陰謀
- タイトロープ
- ダイナー
- ダイ・ハード
- ダイ・ハード2
- ダイ・ハード3（4.0はPG-13指定）
- ダイ・ハード/ラスト・デイ【PG12】
- タイムコップ
- タイムコップ2
- ダイヤルM
- タイラー・ペリーのデュプリシティ 嘘と裏切り
- タイラー・レイク -命の奪還-
- タイラー・レイク -命の奪還-2
- ダウンサイズ【PG12】
- ダウンヒル
- タクシードライバー【劇場再公開時はPG12】
- 黄昏のチャイナタウン
- タッカーとデイル 史上最悪にツイてないヤツら【R15+】
- 脱出(1972)
- ダニー・ザ・ドッグ
- ダニエル/悪魔の赤ちゃん
- ダブル・インパクト
- ダブルボーダー
- タブロイド【R18+】
- タミー/Tammy
- ダラス・バイヤーズクラブ【R15+】
- タリーと私の秘密の時間
- 誰かに見られてる
- 誰もがそれを知っている【PG12】
- ダンサー・イン・ザ・ダーク【劇場再公開時はPG12】
- タンジェリン【R15+】
- 箪笥【PG12】
- 探偵マーロウ【PG12】
- 探偵マイク・ハマー 俺が掟だ!
- チアリーダー・マサカー 〜戦慄の山小屋〜
- チーム★アメリカ/ワールドポリス【R18+】
- チェ 28歳の革命
- チェ 39歳 別れの手紙
- チェイシング・エイミー
- チェリー
- チェンジリング(1980)
- チェンジリング(2008)【PG12】
- 地下に潜む怪人
- 地球が静止した日
- 地球で最後のふたり
- 地獄に堕ちた勇者ども
- 父親たちの星条旗
- 父の祈りを
- チップス 白バイ野郎ジョン&パンチ再起動!?
- 血のバレンタイン
- チャーリー・セズ/マンソンの女たち【R15+】
- チャイナタウン【劇場再公開時はPG12】
- チャイニーズ・ボックス
- チャイルド・オブ・ゴッド【R15+】
- チャイルド44 森に消えた子供たち【PG12】
- チャイルド・プレイ(1988)
- チャイルド・プレイ2
- チャイルド・プレイ3
- チャイルド・プレイ/チャッキーの花嫁【PG12】
- チャイルド・プレイ/チャッキーの種【R15+】
- チャイルド・プレイ/誕生の秘密【R18+】
- チャイルド・プレイ 〜チャッキーの狂気病棟〜【R15+】
- チャイルド・プレイ(2019)【R15+】
- 着信アリ
- 着信アリ2
- チャタレイ夫人の恋人(1981)
- チャック・ノリスの 地獄のヒーロー2
- チャッピー【PG12】（劇場公開版は一部カットして公開、アンレイテッド・バージョンではノーカット）
- チャレンジャーズ【PG12】
- チューリップ・フィーバー 肖像画に秘めた愛【R15+】
- 直撃! 地獄拳
- チョコレート【R18+】
- チョコレート・ソルジャー
- チョコレート・ファイター【PG12】
- チルドレン・オブ・ザ・コーン
- チルドレン・オブ・ザ・コーン5:恐怖の畑
- 沈黙(劇場再公開時)
- 沈黙 -サイレンス-【PG12】
- 沈黙のアフガン
- 沈黙の陰謀
- 沈黙の監獄【R15+】
- 沈黙の逆襲【PG12】
- 沈黙の激戦
- 沈黙の激突
- 沈黙の終焉
- 沈黙の処刑軍団【PG12】
- 沈黙の粛清【R15+】
- 沈黙のSHINGEKI/進撃【PG12】
- 沈黙のステルス
- 沈黙の制裁
- 沈黙の聖戦
- 沈黙の戦艦
- 沈黙の奪還
- 沈黙の脱獄
- 沈黙の達人
- 沈黙の断崖
- 沈黙の鎮魂歌
- 沈黙の追撃
- 沈黙のテロリスト
- 沈黙の標的
- 沈黙の復讐【PG12】
- 沈黙の包囲網 アジアン・コネクション
- 沈黙の報復
- 沈黙の要塞
- 沈黙の傭兵
- 沈黙のレジスタンス 〜ユダヤ孤児を救った芸術家〜
- ツイステッド【PG12】
- 追撃者
- 追跡者(1970)
- ツォツィ【R15+】
- つぐない【PG12】
- 罪人たち【PG12】
- 冷たい雨に撃て、約束の銃弾を【R15+】
- 冷たい嘘
- 冷たい月を抱く女
- 冷たい晩餐【PG12】
- ディア・ダディ 嘘つき父さんの秘密
- ディア・ハンター【劇場再公開時はPG12】
- ディアボロス/悪魔の扉
- ディープ・ブルー
- ディープ・ブルー2
- ディープ・ブルー3
- デイ・オブ・ザ・デッド【R15+】
- テイキング・ライブス【劇場公開時はいくつかのシーンをカットしてPG12で公開、ビデオ・DVDはノーカットR15+】
- テイク・ディス・ワルツ【R15+】
- ディクテーター 身元不明でニューヨーク【R15+】
- ディザスター・アーティスト
- デイ・シフト
- ディス・イズ・ジ・エンド 俺たちハリウッドスターの最凶最期の日
- ディスクロージャー
- ディス/コネクト【PG12】
- ディストピア パンドラの少女【PG12】
- ディセント【R15+】
- ディセント2【R15+】
- ディテクティヴ【R15+】
- ディノクロコ
- ディパーテッド【R15+】
- ディヴァイド【R15+】
- デイブレイカー【R15+】
- ティン・カップ
- テキーラ・サンライズ
- テキサス・チェーンソー【R15+】
- テキサス・チェーンソー ビギニング【R15+】
- デス・ウィッシュ【R15+】
- デス・ゲーム2025
- デス・ショット
- デス・トランス
- デス・プルーフ in グラインドハウス【R15+】
- デス・フロント【PG12】
- デスペラード
- デスマシーン
- デスマッチ 檻の中の拳闘
- デス・ライブ
- デス・リベンジ2(前作はPG-13指定)
- デス・リベンジ ラストミッション
- デス・レース2000年
- デス・レース【PG12】
- デス・レース2
- デス・レース3 インフェルノ
- デス・レース4 アナーキー
- デス・ロード 染血
- 鉄男II BODY HAMMER
- 鉄コン筋クリート
- テッド[6]【R15+】
- テッド2【R15+】
- デッド/エンド
- デッドコースター【R15+】
- デッド・サイレンス
- デッド・シティ2055
- デッド・ドント・ダイ【R15+】
- テッド・バンディ【R15+】
- デッドヒート
- デッドプール【R15+】
- デッドプール2[1]【R15+】
- デッドプール&ウルヴァリン【R15+】
- デッドフォール
- デッド・フレンド・リクエスト【R15+】
- デッドマン【劇場再公開時はPG12】
- デッドマン・ウォーキング
- デッドマン・ダウン
- デッドロック(2002)
- デッドロックII
- デッドロック 絶対王者ボイカ
- デッドロック(2021)
- テトリス
- デトロイト
- テネイシャスD 運命のピックをさがせ!【R15+】
- デビル(1997)【劇場再公開時はPG12】
- デビルズ・ダブル -ある影武者の物語-【R18+】
- デビルズ・バースデイ【PG12】
- デビルズ・バックボーン【PG12】
- デビルズ・リジェクト マーダー・ライド・ショー2【R15+】
- デモリションマン
- デュー・デート 〜出産まであと5日!史上最悪のアメリカ横断〜【R15+】
- テラー トレイン【R15+】
- デリカテッセン【劇場再公開時はPG12】
- デルタ・フォース
- デルタフォース2
- デルタフォース3
- テルマ&ルイーズ
- テン
- 天国の口、終りの楽園。【R15+】
- 天国の門
- 天才作家の妻 40年目の真実
- 天才マックスの世界
- 天使たちのビッチ・ナイト【PG12】
- 天使の涙
- デンジャー・ゾーン
- デンジャラス・ガイズ
- デンジャラス・マインド/卒業の日まで
- デンジャラス・ラン【PG12】
- 伝説のロックスター再生計画!
- ドアマン【PG12】
- ドゥーム・ジェネレーション【劇場再公開時はR15+】
- ドゥームズデイ【R15+】
- トゥームストーン
- ドゥ・ザ・ライト・シング
- 東京チャタレー夫人
- 逃亡者(1990)
- 透明人間(2020)【PG12】
- トゥモロー・ワールド
- トゥルー・ストーリー(2015)
- トゥルーライズ
- トゥルー・ロマンス
- 童貞ペンギン【R15+】
- 唐人街探偵 NEW YORK MISSION
- 唐人街探偵 東京MISSION
- トータル・リコール(1990)【劇場再公開時はR15+】
- トーマス・クラウン・アフェアー
- ドーン・オブ・ザ・デッド【R15+】
- ドクター・スリープ【PG12】
- ドク・ソルジャー/白い戦場
- ドグマ
- 時計じかけのオレンジ【劇場再公開時はR18+】
- ドッグ・イート・ドッグ (2016)【R18+】
- ドッグヴィル【R15+】
- ドッグ・ソルジャー【R15+】
- ドッペルゲンガー
- 隣の家の少女【R15+】
- 隣の女
- ドニー・ダーコ【PG12】
- 飛びだす 悪魔のいけにえ レザーフェイス一家の逆襲【R18+】
- 富江 アンリミテッド【R15+】
- ドミノ(2005)【R15+】
- ドミノ(2023)
- トム・ホーン
- ドライヴ【R15+】
- ドライブアウェイ・ドールズ【PG12】
- ドライブ・アングリー3D【R15+】
- トラウマ/鮮血の叫び
- ドラキュラ 血の味
- ドラキュラ(1979)
- ドラキュラ(1992)
- ドラキュラ/デメテル号最期の航海【PG12】
- ドラキュリア
- ドラゴン怒りの鉄拳
- ドラゴン危機一発
- ドラゴンへの道
- ドラゴンゲート 空飛ぶ剣と幻の秘宝【PG12】
- ドラゴン・タトゥーの女【劇場公開版はR15+、無修正版はR18+】
- ドラゴン・ブレイド【PG12】
- ドラゴンヘッド
- ドラゴンVS.7人の吸血鬼
- トラスト・ミー
- トラフィック【劇場再公開時はR15+】
- トランス【R15+】
- トランスアメリカ【R15+】
- トランボ ハリウッドに最も嫌われた男
- ドリームキャッチャー
- ドリームランド【PG12】
- トリコロールに燃えて【R15+】
- トリストラム・シャンディの生涯と意見
- 劇場版 トリニティセブン -天空図書館と真紅の魔王-【PG12】(前作はPG-13指定)
- トリプル9 裏切りのコード【R15+】
- トリプル・フロンティア
- トレインスポッティング【劇場再公開時はR15+】
- トロイ【PG12】
- ドローン・オブ・ウォー【R15+】
- ドロップ・ゾーン
- トロピック・サンダー/史上最低の作戦【PG12】
- トワイライト・ウォリアーズ 決戦! 九龍城砦【PG12】
- ドン・ジョン【R15+】
- ドント・ウォーリー【PG12】
- ドント・ウォーリー・ダーリン【PG12】
- ドント・ブリーズ【PG12】
- ドント・ブリーズ2【R15+】
- ドント・ルック・アップ【PG12】
- ドント・レット・ゴー -過去からの叫び-
- ドンファン(1973)

### な行
- ナイスガイズ!【PG12】
- ナイチンゲール【R15+】
- ナイト・ウォッチ【PG12】
- ナイト・ウォッチャー
- ナイト・オブ・ザ・リビングデッド
- ナイト・オン・ザ・プラネット
- ナイトクローラー
- ナイト・トーキョー・デイ【R15+】
- ナイトホークス
- ナイト・ビフォア 俺たちのメリーハングオーバー【R15+】
- ナイトメア・アリー
- ナインイレヴン 運命を分けた日
- ナイン・デイズ
- ナインハーフ
- ナインハーフ2
- 長いお別れ
- 流されて…
- 流されて2
- ナチス第三の男【R15+】
- ナチュラル・ボーン・キラーズ
- ナッシュビル
- ナッシング・トゥ・ルーズ
- ナポレオン(2023)【PG12】
- 名もなき者/A COMPLETE UNKNOWN
- ナワリヌイ
- なんちゃって家族【R15+】
- ナンバー23【R15+】
- ニキータ
- ニクソン
- 肉体の悪魔(1971)
- ニュー・シネマ・パラダイス ディレクターズカット版【劇場再公開時はPG12】
- ニュー・ジャック・シティ
- ニューヨーク、アイラブユー【PG12】
- ニューヨーク、狼たちの野望
- ニューヨーク、恋人たちの2日間【PG12】
- ニューヨークのいたずら
- ニューヨークの巴里夫
- ニューヨーク1997
- ニル・バイ・マウス
- ニンジャ・アサシン【R18+】
- 忍者武芸帖 百地三太夫
- 人魚姫
- ネイバーズ(2014)【R18+】
- ネイバーズ2
- ネイビー・シールズ(1990)
- ネイビーシールズ(2012)【PG12】
- ネオン・デーモン【R15+】
- ネクロノミカン
- ネゴシエーター(1997)
- ネットワーク
- 寝取られ男のラブ♂バカンス【R18+】
- ネファリアス【PG12】
- 眠りの地
- 狙われた女子高生/スタッブ・イン・ザ・ダーク
- 脳内ニューヨーク【PG12】
- ノーウェア【劇場再公開時はR15+】
- ノーウェアボーイ ひとりぼっちのあいつ【R15+】
- ノー・エスケープ 自由への国境【PG12】
- ノーカントリー【R15+】
- ノースマン 導かれし復讐者【PG12】
- ノクターナル・アニマルズ【PG12】
- ノスフェラトゥ(2024)【PG12】
- ノック 終末の訪問者
- ノック・ノック【R15+】
- ノマドランド

### は行
- パージ【R15+】
- パージ:アナーキー【R15+】
- パージ:大統領令【R15+】
- パージ:エクスペリメント【R15+】
- バース・オブ・ネイション【PG12】
- バーダー・マインホフ 理想の果てに【R15+】
- バーチャル・ウォーズ
- バーチュオシティ
- バーデン
- バード
- ハード・ウェイ
- ハート・オブ・マン
- ハードキャンディ【R15+】
- バードケージ
- ハードコア (2015)【R15+】
- ハード・トゥ・キル
- ハートブルー
- ハートブレイク・リッジ 勝利の戦場
- バード・ボックス
- バードマン あるいは（無知がもたらす予期せぬ奇跡）【PG12】
- ハード・ラッシュ【PG12】
- ハート・ロッカー【PG12】
- パーフェクト・カップル
- パーフェクト・ゲッタウェイ【R15+】
- パーフェクト・ストレンジャー【PG12】
- パーフェクト・センス【R15+】
- パーフェクトブルー【R15+】
- パーフェクト・ルーム
- ハーフネルソン
- パープル・バタフライ
- バーブ・ワイヤー/ブロンド美女戦記
- パーマー
- ハーモニー【PG12】
- ハーモニー・オブ・ザ・デッド
- ハーモニーベイの夜明け
- ハーレイ・クインの華麗なる覚醒 BIRDS OF PREY【PG12】
- バーン・アフター・リーディング【PG12】
- バイオハザード【PG12】
- バイオハザードII アポカリプス【劇場再公開時はPG12】
- バイオハザードIII【PG12】
- バイオハザードIV アフターライフ【PG12】
- バイオハザードV リトリビューション【PG12】
- バイオハザード: ザ・ファイナル【PG12】
- バイオハザード: ウェルカム・トゥ・ラクーンシティ【PG12】
- バイオハザード ディジェネレーション
- バイオハザード ダムネーション【PG12】
- バイオハザード: ヴェンデッタ【PG12】
- バイオハザード デスアイランド【PG12】
- バイオレント・サタデー
- バイオレント・ナイト【R15+】
- 陪審員
- 背信の日々
- バイス
- ハイスクール白書 優等生ギャルに気をつけろ!
- ハイテンション【R15+】
- ハイド・アンド・シーク 暗闇のかくれんぼ【PG12】
- ハイドリヒを撃て!「ナチの野獣」暗殺作戦【PG12】
- 灰の記憶【PG12】
- ハイ・ライズ【R15+】
- ハイ・フィデリティ
- ハイ・ライフ
- ハイランダー 悪魔の戦士【劇場再公開時はPG12】
- ハイランダー2 甦る戦士(続編はPG-13指定)
- ハイランダー/最終戦士
- パイレーツ・ロック【PG12】
- ハウス・オブ・グッチ【PG12】
- ハウス・オブ・ザ・デッド【PG12】
- ハウス・オブ・ザ・デッド2
- ハウス・ジャック・ビルト【R18+】
- バウンド【劇場再公開時はR15+】
- パガニーニ 愛と狂気のヴァイオリニスト【PG12】
- バグジー
- ハクソー・リッジ【PG12】
- 運び屋
- ハサミを持って突っ走る
- はじまりへの旅【PG12】
- バス174【PG12】
- バスターのバラード
- ハスラーズ【PG12】
- ハスラー2
- パターソン
- 裸のランチ【劇場再公開時はPG12】
- バタフライ・エフェクト【PG12】
- バタフライ・エフェクト2
- バタフライ・エフェクト3/最後の選択【R15+】
- バタリアン
- バタリアン2
- バタリアン リターンズ
- バタリアン4
- バタリアン5
- バチェロレッテ あの子が結婚するなんて!【R15+】
- バック・イン・ザ・USSR
- バックドラフト
- バックドラフト2/ファイア・チェイサー
- バックトレース
- パッション(2004)【PG12】
- パッション(2012)【R15+】
- ハッスル&フロウ【PG12】
- パッセンジャー57
- 初体験/リッジモント・ハイ
- バッドサンタ【PG12】
- バッドサンタ2
- バッド・スパイ【R15+】
- バッドタイム
- バッド・チューニング
- バッド・ディシジョン 終わりなき悪夢のはじまり【PG12】
- バッド・ティーチャー【PG12】
- バッドトリップ! 消えたNO.1セールスマンと史上最悪の代理出張
- バッド・トレジャー
- バッド・ボーイズ(1983)
- バッドボーイズ(1995)
- バッドボーイズ2バッド【劇場公開時はいくつかのシーンをカットしてPG12で公開、ビデオ・DVDはノーカットR15+】
- バッドボーイズ フォー・ライフ【R15+】
- バッドボーイズ RIDE OR DIE【PG12】
- バッド・マイロ!【R15+】
- バッド・ママ
- バッド・ママのクリスマス
- バットマン vs スーパーマン ジャスティスの誕生 アルティメット・エディション
- バットマン: キリングジョーク
- バッド・ルーテナント【R15+】
- ハッピーエンドが書けるまで【PG12】
- ハッピーボイス・キラー【PG12】
- パティ・ケイク$【PG12】
- ハドソン・ホーク
- パトリオット(2000)
- パトリオット・ゲーム
- パトリオット・デイ【PG12】
- バトルガンM‐16
- バトルクリーク・ブロー
- バトルヒート【R15+】
- バトルフロント【PG12】
- バトルランナー
- 花の影
- ハニーボーイ【PG12】
- バニシング・ポイント【劇場再公開時はPG12】
- パニッシャー(1989)
- パニッシャー(2004)【PG12】
- パニッシャー: ウォー・ゾーン【R15+】
- パニック・イン・スタジアム
- パニック・エレベーター
- パニック・マーケット3D【R15+】
- パニック・ルーム
- バニラ・スカイ
- パパが遺した物語
- 母と娘(1945)(劇場再公開時)
- ハバナ
- 母なる証明【PG12】
- パピヨン(1973)
- パピヨン(2017)
- バビロン【R15+】
- ハプニング【PG12】
- パフューム ある人殺しの物語【PG12】
- パプリカ
- パブリック・エネミーズ
- パペット大騒査線 追憶の紫影【PG12】
- パペット・マスター(1989)
- パペット・マスター2
- パペット・マスター3
- パペット・マスター4 最強の敵
- パペット・マスター5 最終戦争
- パペット・マスター 惨劇のパーティー
- バベル【PG12】
- ハミングバード【PG12】
- ハムレット(2000)
- ハラ
- パラサイト 半地下の家族【PG12】
- パラダイス・アーミー
- パラダイム
- パラノーマル・アクティビティ
- パラノーマル・アクティビティ2
- パラノーマル・アクティビティ3
- パラノーマル・アクティビティ4
- パラノーマル・アクティビティ/呪いの印【PG12】
- パラノーマル・アクティビティ5
- 薔薇の素顔
- 薔薇の名前【R15+】
- パララックス・ビュー
- パラレル・マザーズ【R15+】
- バリー・シール/アメリカをはめた男
- ハリウッド1969 シャロン・テートの亡霊
- ハリウッドランド
- パリ、恋人たちの2日間
- 張り込み(続編はPG-13指定)
- パリ13区【R18+】
- パリ、ジュテーム
- パリピ芸人、ロシアへ行く
- パリより愛をこめて【R15+】
- バルド、偽りの記録と一握りの真実【R18+】
- 春夏秋冬そして春【R15+】
- パルプ・フィクション【劇場再公開時はPG12】
- バレット【R15+】
- バレリーナ:The World of John Wick【R15+】
- バレンタイン
- ハロウィン(1978)
- ハロウィンII(1981)
- ハロウィンIII
- ハロウィン4 ブギーマン復活
- ハロウィン5 ブギーマン逆襲
- ハロウィン6 最後の戦い
- ハロウィンH20
- ハロウィン レザレクション
- ハロウィン(2007)【R15+】
- ハロウィンII(2009)【R18+】
- ハロウィン(2018)【R15+】
- ハロウィン KILLS【R15+】
- ハロウィン THE END【R15+】
- ハロウィン・キラー!
- パワー・オブ・ザ・ドッグ
- ハンガー
- ハングオーバー! 消えた花ムコと史上最悪の二日酔い【R15+】[2]
- ハングオーバー!! 史上最悪の二日酔い、国境を越える【劇場公開版はR15+、無修正版はR18+】
- ハングオーバー!!! 最後の反省会【PG12】
- バンクジャック
- バンク・ジョブ【PG12】
- バンコック・デンジャラス【R15+】
- ハン・ゴンジュ 17歳の涙
- ハンズ・オブ・ストーン【R15+】
- パンズ・ラビリンス【PG12】
- ハンター(2011)
- ハンテッド(1995)
- ハンテッド(2003)【PG12】
- パンドラム【PG12】
- ハンニバル(2001)【R15+】
- ハンニバル・ライジング【R15+】
- バンパイアハンターD
- ピアッシング【PG12】
- ピアニスト
- ピアノ・レッスン【R18+】
- ビーキーパー【PG12】
- ビースト
- ピースメーカー
- ビーチ・シャーク【PG12】
- ビーチ・バム まじめに不真面目【R15+】
- ヒート(1972)
- ヒート(1995)
- ビール・ストリートの恋人たち
- ビール・フェスタ 無修正版 〜世界対抗・一気飲み選手権
- ビガイルド 欲望のめざめ【PG12】
- 日蔭のふたり【R15+】
- ピカソ・トリガー/殺しのコード・ネーム
- ピカソ・トリガー/サベージ・ビーチ
- ピカソ・トリガー エネミー・ゴールド指令
- ピカソ・トリガー/ダラス・コネクション
- ピカソ・トリガー/リーサル・エンジェルス
- 光る眼
- ピザボーイ 史上最凶のご注文【PG12】
- ビザンチウム【R15+】
- ビジターQ【R18+】
- ヒステリア【PG12】
- ヒストリー・オブ・バイオレンス【R15+】
- ビッグ・ヒート
- ビッグ・リボウスキ【劇場再公開時はR15+】
- 必殺女拳士
- 羊たちの沈黙【劇場再公開時はPG12】
- ひつじ村の兄弟【R15+】
- ビッチ・スラップ 危険な天使たち【R15+】
- ピッチブラック(続編はPG-13指定)
- ヒッチャー(1986)
- ヒッチャー(2007)【R15+】
- ヒットマン(2007)【PG12】
- ヒットマン:エージェント47【R15+】
- ヒットマンズ・ボディガード
- ヒットマンズ・ワイフズ・ボディガード
- ヒドゥン
- ヒドゥン2
- 瞳の奥の秘密【PG12】
- ヒトラー 〜最期の12日間〜【劇場再公開時はPG12】
- ビバリーヒルズ・コップ
- ビバリーヒルズ・コップ2
- ビバリーヒルズ・コップ3
- ビバリーヒルズ・コップ: アクセル・フォーリー
- ビバリーヒルズ・バム
- ビバリウム【R15+】
- ビフォア・サンライズ 恋人までの距離
- ビフォア・サンセット
- ビフォア・ミッドナイト【PG12】
- ヒプノティック
- 秘密のかけら【R18+】
- ビューティフル・デイ【PG12】
- ビューティフル・ボーイ【R15+】
- ヒューマン・ハンター【PG12】
- 評決のとき
- 漂流街 THE HAZARD CITY
- ビヨンド
- ピラニア(1978)
- ピラニア3D【R15+】
- ピラニア リターンズ【R18+】
- ビリー・アイリッシュ: 世界は少しぼやけている
- ビリー・バスゲイト
- ビリー・ホリデイ物語/奇妙な果実
- ビリオネア・ボーイズ・クラブ【PG12】
- 昼顔【劇場再公開時はPG12】
- ヒルズ・ハブ・アイズ【R18+】
- ヒルズ・ハブ・アイズ2【R18+】
- ビルド・ア・ガール【R15+】
- ヒルビリー・エレジー 郷愁の哀歌
- ピンク・フロイド ザ・ウォール【劇場再公開時はR15+】
- ファーゴ【劇場再公開時はR15+】
- ファースター 怒りの銃弾【PG12】
- ファースト・キル【PG12】
- ファースト・ミッション
- ファーナス/訣別の朝【PG12】
- ファイアーブランド ヘンリー8世最後の妻【R15+】
- ファイアーライト
- ファイティング・タイガー
- ファイト・クラブ【公開当初はPG12、劇場再公開時はR15+】
- ファイナル・スコア【R15+】
- ファイナル・デス・ゲーム【PG12】
- ファイナル・デスティネーション
- ファイナル・デッドコースター【R15+】
- ファイナル・デッドサーキット 3D【R15+】
- ファイナル・デッドブリッジ【R18+】
- ファイナル・デッドブラッド【R18+】
- ファイナル・デッド
- ファイナルデッドコール 暗闇にベルが鳴る
- ファイブ・イージー・ピーセス
- ファイヤー・ウィズ・ファイヤー 炎の誓い【R15+】
- ファイロファックス/トラブル手帳で大逆転
- ファインド・ミー
- ファクトリー・ガール【R15+】
- ファニーゲーム U.S.A.【PG12】
- ファングルフ/月と心臓
- ファントム・スレッド
- フィアー・ストリート Part 1: 1994
- フィアー・ストリート: プロムクイーン
- フィースト2/怪物復活【R15+】
- フィースト3/最終決戦【R15+】
- フィクサー
- フィスト・オブ・レジェンド
- フィフティ・シェイズ・オブ・グレイ【劇場公開版はR15+、Blu-ray・DVD版はR18+】
- フィフティ・シェイズ・ダーカー【R18+】
- フィフティ・シェイズ・フリード【R15+】
- フィリップ、きみを愛してる!【R15+】
- フィルス【R18+】
- フェア・ゲーム(1995)
- フェイク
- フェイク・クライム
- フェイク シティ ある男のルール【PG12】
- フェイシズ(2011)【PG12】
- フェイス/オフ
- フェーム
- フェノミナ
- フェラーリ【PG12】
- フォーエバー・パージ【R15+】
- フォーカス(2015)
- フォー・ブラザーズ/狼たちの誓い
- フォールアウト
- フォー・ルームス
- フォックスキャッチャー【PG12】
- フォロウィング
- ブギーナイツ
- 武器人間【R15+】
- 復讐者に憐れみを【R18+】
- 復讐のガンマン
- 複製された男【R15+】
- 武士道ブレード
- ふたりの5つの分かれ路【R15+】
- ふたりのベロニカ【劇場再公開時はR15+】
- 普通の人々
- ブックスマート 卒業前夜のパーティーデビュー【PG12】
- 不都合な理想の夫婦【R15+】
- フッテージ【PG12】
- フッテージ デス・スパイラル
- 太ももに蝶
- 不法執刀
- 不法侵入
- フューチャーワールド【PG12】
- フューリー(2014)
- ブライアン・ジョーンズ ストーンズから消えた男【R15+】
- ブライアン・シンガーのトリック・オア・トリート
- ブライズメイズ 史上最悪のウェディングプラン【R15+】
- フライト【PG12】
- プライド&グローリー
- ブライトバーン/恐怖の拡散者【PG12】
- フライト・リスク
- プライベート・ベンジャミン
- プライベイトスクール
- プライベート・ライアン（当初NC-17指定の予定だったが、スピルバーグ監督が「17歳以下の子供も戦争に行ったんだ」とMPAAを説得した結果、ノーカットでR指定を獲得。日本版も同様（全年齢））
- プライベート・ライフ
- プライベイトレッスン
- ブラインドネス【PG12】
- ブラインド・フィアー【PG12】
- ブラインド・フューリー
- プラウド・メアリー
- ブラザーフッド【劇場再公開時はR15+】
- ブラックアダム(当初はR指定となっていたが、製作側がMPAに4回も再審査を要請した結果、PG-13指定に引き下げられた。)
- ブラック アンド ブルー
- ブラック・クランズマン
- ブラックサイト【R15+】
- ブラック・スキャンダル【R15+】
- ブラック・スネーク・モーン【PG12】
- ブラック・スワン【R15+】
- ブラック・ダイヤモンド
- ブラック・ダリア【R15+】
- フラッグ・デイ 父を想う日【PG12】
- ブラックバード 家族が家族であるうちに【PG12】
- ブラックハット
- ブラック・フォン【PG12】
- ブラックブック【PG12】
- ブラックホーク・ダウン
- ブラック・レイン【劇場再公開時はPG12】
- フラッシュダンス
- ブラッディ・バレンタイン3D【劇場公開時はR15+、Blu-ray・DVDのノーカット版はR18+】
- フラッド
- ブラッド【R15+】
- ブラッド・イン ブラッド・アウト
- ブラッド・シンプル
- ブラッド・スローン【PG12】
- ブラッド・ダイアモンド【劇場再公開時はPG12】
- ブラッド・ファーザー【PG12】
- フラットライナーズ(1990)
- ブラッドレイン【R15+】
- ブラッドレインII
- ブラッドレイン 血塗られた第三帝国
- ブラッド・ワーク
- ブラディ・ポンポン/切り裂きチアガール
- プラトーン【劇場再公開時はPG12】
- ブラドック/地獄のヒーロー3
- プラネット・テラー in グラインドハウス【R15+】
- フランキー・ワイルドの素晴らしき世界【R15+】
- フランクおじさん
- プランケット&マクレーン
- フランケンシュタイン(1994)
- フランティック
- フリーダ
- フリー・ファイヤー【PG12】
- フリーランサー NY捜査線【R15+】
- ブリジット・ジョーンズの日記【R15+】
- ブリジット・ジョーンズの日記 きれそうなわたしの12か月
- ブリジット・ジョーンズの日記 ダメな私の最後のモテ期
- ブリジット・ジョーンズの日記 サイテー最高な私の今
- プリシラ(1994)
- プリシラ(2023)【PG12】
- ブリス -たどり着く世界-
- プリズナーズ【PG12】
- プリズン・エクスペリメント
- ブリックレイヤー【PG12】
- ブリッジ【R15+】
- ブリッツ【PG12】
- プリティ・ウーマン【劇場再公開時はPG12】
- プリデスティネーション【R15+】
- 不良姐御伝 猪の鹿お蝶
- ブリンクス
- ブリンク・トゥワイス
- ブリングリング【R15+】
- プリンス/パープル・レイン【劇場再公開時はPG12】
- ブルー・イン・ザ・フェイス
- ブルーサンダー
- ブルース・ウィリス/イン・カントリー
- ブルース・ブラザース(続編はPG-13指定)
- ブルー・ダイヤモンド【R15+】
- ブルータリスト【R15+】
- ブルータル・ジャスティス【R15+】
- フルートベール駅で【PG12】
- ブルーに生まれついて【R15+】
- ブルーノ【R15+】
- ブルーバレンタイン【R15+】(当初MPAAは過激な性描写を理由にNC-17指定にされたが、ワインスタイン・カンパニーはこれを不服としてR指定への引き下げを求め、ノーカットで変更させることに成功した。)
- プルーフ・オブ・ライフ
- ブルーベルベット【劇場再公開時はPG12】
- フル・フロンタル
- フルメタル・ジャケット【劇場再公開時はR15+】
- フル・モンティ
- ブレア・ウィッチ・プロジェクト
- ブレアウィッチ2【PG12】
- ブレア・ウィッチ
- プレイ-獲物-【PG12】
- プレイス・ビヨンド・ザ・パインズ/宿命【PG12】
- ブレイド【PG12】
- ブレイド2
- ブレイド3
- ブレイブハート
- ブレイブ ワン【R15+】
- プレイヤー【R15+】
- フレイルティー 妄執【PG12】
- ブレイン・ゲーム
- ブレイン・スナッチャー/恐怖の洗脳生物
- ブレージングサドル
- ブレードランナー【ディレクターズカット版はR15+】
- ブレードランナー 2049【PG12】
- プレシャス【R15+】
- ブレス・ザ・チャイルド
- ブレスレス(1983)
- プレゼンス 存在【PG12】
- ブレックファースト・オブ・チャンピオンズ
- ブレックファスト・クラブ
- フレッシュ(2022)
- ブレット・トレイン【R15+】
- プレッピー・コネクション
- フレディVSジェイソン【劇場公開時はいくつかのシーンをカットしてPG12で公開、ビデオ・DVDはノーカットR15+】
- フレディのワイセツな関係
- プレデター
- プレデター2
- プレデターズ【PG12】
- プレデター:ザ・プレイ
- フレンチアルプスで起きたこと
- フレンチ・コネクション
- フレンチ・コネクション2
- フレンチ・ディスパッチ ザ・リバティ、カンザス・イヴニング・サン別冊
- フレンチ・ラン【PG12】
- ブロウ
- ブロークバック・マウンテン【PG12】
- ブロークン(2008)【PG12】
- ブロークン・アロー
- ブロークンシティ
- ブロークン・フラワーズ【PG12】
- ブロー・ザ・マン・ダウン-女たちの協定-
- フローズン・タイム【R15+】
- フローズン・グラウンド【PG12】
- ブロードウェイと銃弾
- フローレス
- ブローン・アパート【R15+】
- プロジェクトS
- プロジェクトX
- プロジェクト・パワー
- プロスペローの本
- ブロッカーズ
- フロッグ
- プロミシング・ヤング・ウーマン【PG12】
- プロムナイト(1980)
- プロムナイトII
- プロムナイトIII
- プロムナイトIV
- フロム・ダスク・ティル・ドーン
- フロム・ダスク・ティル・ドーン2
- フロム・ダスク・ティル・ドーン3
- フロム・ヘル【R15+】
- プロメテウス【PG12】
- フロリダ・プロジェクト 真夏の魔法
- ブロンクス物語/愛につつまれた街【劇場再公開時はPG12】
- フロントランナー
- ベイウォッチ
- ヘイトフル・エイト【R18+】
- ペイバック
- ベイビーガール【PG12】
- ベイビー・ドライバー
- ベイビー・ブローカー
- ベイビー・メイク 私たちのしあわせ計画
- ペイルライダー
- ペイン・アンド・グローリー【R15+】
- ペイン&ゲイン 史上最低の一攫千金【R15+】
- ペイン・ハスラーズ
- ペーパーボーイ 真夏の引力【R15+】
- ヘザース/ベロニカの熱い日
- ベスト・フレンズ・エクソシズム
- ベストマン -シャイな花婿と壮大なる悪夢の2週間-
- ベター・ウォッチ・アウト クリスマスの侵略者【R15+】
- ペット・セメタリー(1989)
- ペット・セメタリー2
- ペット・セメタリー(2019)【R15+】
- ベティ・サイズモア
- ベティ・ペイジ【R15+】
- ヘドウィグ・アンド・アングリーインチ
- ベルエポック
- ベル・エポックでもう一度【R15+】
- ペルディータ
- ベルファスト71【PG12】
- ヘル・フィールド ナチスの戦城
- ヘル・フェスト【R15+】
- ベルベット・アサシン
- ベルベット・スパイダー
- ベルベット・バズソー: 血塗られたギャラリー
- ベルベット・バンパイア
- ヘルボーイ(2019)【R15+】
- ヘルボーイ/ザ・クルキッドマン
- ヘルライド【R15+】
- ベルリン・シンドローム【R15+】
- ベルリン、僕らの革命【PG12】
- ヘル・レイザー【劇場再公開時はPG12】
- ヘルレイザー2
- ヘルレイザー3
- ヘルレイザー4
- ヘルレイザー ゲート・オブ・インフェルノ【PG12】
- ヘルレイザー リターン・オブ・ナイトメア
- ヘルレイザー ワールド・オブ・ペイン
- ヘルレイザー ヘルワールド
- ベロニカは死ぬことにした(2009)
- ヘンゼル&グレーテル【R15+】
- ヘンリー・フール
- ボイス【PG12】
- ボイスレター【PG12】
- ポイント45【R15+】
- ポイント・ブランク -この愛のために撃て-
- 抱擁のかけら
- 暴力教室'88
- ポエティック・ジャスティス/愛するということ
- ポエトリー、セックス【R15+】
- 吼えろ!ドラゴン 起て!ジャガー
- ボーイズ・イン・ザ・バンド
- ボーイズ・ドント・クライ【PG12】
- ボーイズ・ライフ【劇場再公開時はPG12】
- ボーイズ'ン・ザ・フッド
- ボーイハント(1984)
- ホース・ガール
- ホース・ソルジャー【PG12】
- ホースメン【R15+】
- ボーダー【PG12】
- ボーダー 二つの世界【R18+】
- ボーダーライン(2015)【R15+】
- ボーダーライン: ソルジャーズ・デイ【PG12】
- ボーはおそれている【R15+】
- ホーリー・マウンテン【R15+】
- ボールズ・ボールズ
- ホールドオーバーズ 置いてけぼりのホリディ【PG12】
- ボーン・コレクター【PG12】
- ボーンズ アンド オール【R18+】
- ホーンズ 容疑者と告白の角【R15+】
- 暴走特急
- 墨攻
- ボクシング・ヘレナ
- ぼくのエリ 200歳の少女【PG12】
- 僕の巡査
- 僕のニューヨークライフ【PG12】
- 僕を育ててくれたテンダー・バー
- ポケットいっぱいの涙
- 星の王子ニューヨークへ行く(続編はPG-13指定)
- ホステージ【PG12】
- ホステル【R18+】
- ホステル2【R18+】
- ホステル3
- ポストマン(1997)
- ボストン・キラー 消えた絞殺魔
- ボストン ストロング 〜ダメな僕だから英雄になれた〜【PG12】
- ポゼッサー【R18+】
- ポゼッション(1981)【劇場再公開時はPG12】
- ホット・シート
- ホット・スポット【劇場再公開時はR15+】
- ホット・ファズ -俺たちスーパーポリスメン!-【R15+】
- ホッファ
- ポップスター
- ボディガード
- ボディガード牙
- ボディカメラ
- ボディ・ダブル
- ホテル・エルロワイヤル【R15+】
- ホテル・ムンバイ【R15+】
- ほの蒼き瞳
- 炎の少女チャーリー(1984)
- 炎の少女チャーリー(2022)
- 炎のデス・ポリス【PG12】
- ボブ・クレイン 快楽を知ったTVスター【R18+】
- ボラット 栄光ナル国家カザフスタンのためのアメリカ文化学習【R15+】
- ポリスアカデミー(続編はPG-13指定)
- ポリス・ストーリー3(前作まではPG-13指定)
- ポリス・ストーリー REBORN
- ホリデーロード4000キロ
- ポルノの女王 にっぽんSEX旅行
- ボルベール〈帰郷〉
- ポロック 2人だけのアトリエ
- ホワイトアウト【PG12】
- ホワイト・ゴッド 少女と犬の狂詩曲【PG12】
- ホワイト・ノイズ
- ホワイトハウス狂騒曲
- ポワゾン【R18+】
- 香港国際警察/NEW POLICE STORY
- ポンヌフの恋人【PG12】

### ま行
- マーキュリー・ライジング
- マーサ、あるいはマーシー・メイ【PG12】
- マー -サイコパスの狂気の地下室-
- マーターズ【R15+】
- マーダー・ライド・ショー【R15+】
- マーベラス【R15+】
- マイアミ・バイス
- マイウェイ 12,000キロの真実【PG12】
- マイ・オールド・アス ～2人のワタシ～
- マイ・サンシャイン【PG12】
- マイティ・ハート/愛と絆
- マイ・ネーム・イズ・ジョー
- マイ・ビューティフル・ランドレット【劇場再公開時はR15+】
- マイ・プライベート・アイダホ【劇場再公開時はPG12】
- マイ・ブラザー(2007)
- マイ・ブラザー(2009)
- マイ・ブラザー 哀しみの銃弾【PG12】
- マイ・ボディガード(2004)【R15+】
- マイ・ライフ、マイ・ファミリー
- マイル22【R15+】
- マイレージ、マイライフ
- マインドハンター【R15+】
- マエストロ: その音楽と愛と【PG12】
- マギーズ・プラン 幸せのあとしまつ
- マグダレンの祈り【R15+】
- マグノリア
- マクベス(1971)
- マクベス(2015)【PG12】
- マクベス(2021)【R15+】
- マクマホン・ファイル
- マクマレン兄弟
- 真心を込めて招待します
- マザーレス・ブルックリン【PG12】
- マジック・マイク【R15+】
- マジック・マイクXXL【R15+】
- マジック・マイク ラストダンス【PG12】
- マシニスト
- マシンガン・プリーチャー【PG12】
- マスター 〜見えない敵〜
- マッチポイント【PG12】
- マッド・ダディ【PG12】
- マッハ!!!!!!!!
- マッハ!弐【PG12】
- マチェーテ【R18+】
- マチェーテ・キルズ【R15+】
- マッシブ・タレント【PG12】
- マッドタウン
- マッドマックス【劇場再公開時はR15+】
- マッドマックス2【劇場再公開時はR15+】（続編ではPG-13指定）
- マッドマックス 怒りのデス・ロード【R15+】
- マッドマックス:フュリオサ【PG12】
- マッド・ムービーズ〜オーストラリア映画大暴走〜【R18+】
- マップ・トゥ・ザ・スターズ【R15+】
- マディのおしごと 恋の手ほどき始めます
- マトリックス
- マトリックス リローデッド
- マトリックス レボリューションズ
- マトリックス レザレクションズ
- マネー・ショート 華麗なる大逆転
- マネーモンスター【PG12】
- マムフォード先生
- 真夜中のカーボーイ【劇場再公開時はPG12】
- 真夜中のパーティー
- マラヴィータ【PG12】
- マラソンマン
- マリアンヌ【PG12】
- マリー・アントワネットに別れをつげて【PG12】
- マリグナント 狂暴な悪夢【R18+】
- マリブ・エクスプレス
- マルコヴィッチの穴
- マリッジ・ストーリー
- マルホランド・ドライブ
- マ・レイニーのブラックボトム
- マンイーター
- マン・オン・ザ・ムーン
- マンガー・ブラザーズ
- マンク 〜破戒僧〜
- マンチェスター・バイ・ザ・シー
- マンディンゴ
- マンハッタン無宿
- 万引き家族【PG12】
- ミーン・ストリート
- ミザリー
- ミシマ:ア・ライフ・イン・フォー・チャプターズ
- ミスター・グッドバーを探して【R15+】
- ミスター・ノーバディ【PG12】
- ミスティック・リバー【PG12】
- ミステリー、アラスカ
- ミステリー・トレイン【劇場再公開時はR15+】
- ミスト【R15+】
- ミッキー17
- ミックマック
- ミッシング(2003)
- ミッシング・サン
- ミッシング・ガール
- ミッシング・デイ
- ミッシング・ポイント
- ミッシング・レポート
- ミッドサマー【劇場公開版はR15+、ディレクターズカット版はR18+】
- ミッドナイト・エクスプレス
- ミッドナイト・ガイズ【PG12】
- ミッドナイト・キラー
- ミッドナイト・ラン
- 南十字星(1982)
- 身代金
- ミミック
- ミュータント・クロニクルズ【R15+】
- ミュンヘン【PG12】
- 未来世紀ブラジル
- 未来惑星ザルドス
- ミラノ、愛に生きる
- ミルク【PG12】
- ミレニアム ドラゴン・タトゥーの女【R15+】
- ミレニアム2 火と戯れる女【R15+】
- ミレニアム3 眠れる女と狂卓の騎士【PG12】
- ムービー43【R15+】
- ムーンライト【R15+】
- ムカデ人間【R15+】
- 無ケーカクの命中男/ノックトアップ【R15+】
- 無限の住人【PG12】
- ムタフカズ -MUTAFUKAZ-【PG12】
- 胸騒ぎのシチリア
- ミラーズ【R15+】
- ミラーズ2
- メイ・ディセンバー ゆれる真実【R15+】
- メインストリーム
- メーキング・ラブ
- メカニック (2011)【R15+】
- メカニック:ワールドミッション
- メガロポリス【PG12】
- 女狐
- メジャーリーグ(続編はPG指定)
- メタルヘッド【R15+】
- メッセンジャー【R15+】
- メメント
- メランコリア
- メリーに首ったけ【PG12】
- もう終わりにしよう。
- 燃えよドラゴン
- モーガン夫人の秘密【R15+】
- モータルコンバット(2021)【R15+】
- モーテル【PG12】
- モー・マネー
- モーリス【劇場再公開時はR15+】
- モールス【R15+】
- モール・ラッツ
- 燃ゆる女の肖像【PG12】
- 目撃
- 黙秘
- もっと遠くへ行こう
- モブスターズ/青春の群像
- モンキーマン【R15+】
- モンゴル
- モンスター(2003)【R15+】
- モンスター上司【PG12】
- モンスターズ 悪魔の復讐
- モンスターズ/地球外生命体
- モンスターズ/新種襲来【R15+】
- モンタナの目撃者
- モンティ・パイソン ある嘘つきの物語 グレアム・チャップマン自伝【R15+】

### や行
- やくざ刑事
- 屋敷女【劇場公開時は一部修正してR18+で公開、2021年の劇場再公開時のノーカット完全版もR18+】
- 野獣捜査線
- 野蛮なやつら/SAVAGES【R15+】
- 山猫は眠らない
- 山猫は眠らない2 狙撃手の掟
- 山猫は眠らない3 決別の照準
- 山猫は眠らない4 復活の銃弾
- 山猫は眠らない5 反逆の銃痕
- 山猫は眠らない6 裏切りの銃撃
- 山猫は眠らない7 狙撃手の血統
- 山猫は眠らない8 暗殺者の終幕
- 山猫は眠らない9 ローグ・ミッション【PG12】
- 山猫は眠らない10 レディ・デスの奪還【R15+】
- 闇の列車、光の旅【PG12】
- ヤング≒アダルト
- ヤングガン(続編はPG-13指定)
- 誘拐の掟
- ユー・キャン・カウント・オン・ミー
- ユージュアル・サスペクツ
- 友情にSOS
- 遊星からの物体X【劇場再公開時はPG12】
- 遊星からの物体X ファーストコンタクト【PG12】
- 誘導尋問
- 夕陽のガンマン(劇場再公開時)
- 郵便配達は二度ベルを鳴らす(1981)
- ユダ&ブラック・メシア 裏切りの代償
- ユナイテッド93
- ユニバーサル・ソルジャー
- ユニバーサル・ソルジャーII
- ユニバーサル・ソルジャーIII
- ユニバーサル・ソルジャー/ザ・リターン
- ユニバーサル・ソルジャー:リジェネレーション【R15+】
- ユニバーサル・ソルジャー 殺戮の黙示録【R18+】
- 夢の涯てまでも
- ゆりかごを揺らす手
- 許されざる者(1992)【劇場再公開時はPG12】
- 許されざる者(2013)【PG12】
- 容疑者、ホアキン・フェニックス
- 夜霧の恋人たち
- 欲望のバージニア【R15+】
- 予言
- 夜に生きる【PG12】

### ら行
- ライアンの娘【PG12】
- 雷神-RAIJIN-【R15+】
- ライト・オブ・マイ・ライフ
- ライトハウス【R15+】
- ライフ【PG12】
- ライフ・アクアティック
- ライフ・アフター・ベス【PG12】
- ライフ・イットセルフ 未来に続く物語【PG12】
- ライリー・ノース -復讐の女神-【R15+】
- ラヴレース【R18+】
- ラウンダーズ
- ラウンド・ミッドナイト
- 楽園の瑕
- ラストキング・オブ・スコットランド【R15+】
- ラストゲーム
- ラストコンサート
- ラストサマー
- ラストサマー2【PG12】
- ラストサマー3
- ラスト サムライ
- ラスト・ショー
- ラストスタンド【R15+】
- ラスト・ターゲット【PG12】
- ラストダンス
- ラストデイズ
- ラスト・デイズ・オン・マーズ【PG12】
- ラスト・ナイツ【PG12】
- ラストナイト・イン・ソーホー【R15+】
- ラスト・ハウス・オン・ザ・レフト -鮮血の美学-
- ラスト・フェイス【R15+】
- ラストブラックマン・イン・サンフランシスコ【PG12】
- ラスト・ブラッド【R15+】
- ラスト・ボーイスカウト
- ラストマン・スタンディング
- ラスト・リベンジ【R15+】
- ラストムービー【劇場再公開時はR15+】
- ラスト・ムービースター【PG12】
- ラスベガス強奪作戦
- 落下の解剖学
- ラッキーナンバー7【R15+】
- ラッシュ/プライドと友情【PG12】
- ラビナス【PG12】
- ラブ・アクチュアリー【PG12】
- ラブ & ドラッグ【R15+】
- ラブレス【R15+】
- ラム・ダイアリー【R15+】
- ラ・ヨローナ〜泣く女〜
- 乱
- ラン・オールナイト【R15+】
- ラン・スイートハート・ラン
- ランスキー アメリカが最も恐れた男
- ランド・オブ・ザ・デッド【PG12】
- ランド・オブ・バッド【PG12】
- ランナウェイズ(2010)【R15+】
- ランボー【劇場再公開時はR15+】
- ランボー/怒りの脱出【劇場再公開時はR15+】
- ランボー3/怒りのアフガン【劇場再公開時はR15+】
- ランボー/最後の戦場【R15+】
- ランボー ラスト・ブラッド【R15+】
- リアリティー
- リアル刑事ごっこ in LA
- リアル・ペイン〜心の旅〜【PG12】
- リーサル・ウェポン
- リーサル・ウェポン2/炎の約束
- リーサル・ウェポン3
- リーサル・ウェポン4
- リーピング
- リービング・ラスベガス
- リグレッション【R15+】
- リコリス・ピザ【PG12】
- リストラ・マン
- リズム・セクション
- 理想の彼氏【PG12】
- リターナー
- リターン・トゥ・パラダイス
- リターンド・ソルジャー 正義執行人
- リダクテッド 真実の価値【R15+】
- リチャード三世(1995)
- リチャード・ジュエル
- リチャード・ニクソン暗殺を企てた男【PG12】
- リディック: ギャラクシー・バトル【R15+】(前作はPG-13指定)
- リディバイダー
- リトル・シングス
- リトル・ダンサー
- リトル・チルドレン【R15+】
- リトルトウキョー殺人課
- リトル・ミス・サンシャイン【PG12】
- リトル・モンスターズ【PG12】
- リバティーン【R15+】
- リプレイスメント・キラー
- リベンジ(1990)
- リベンジ・オブ・ザ・グリーン・ドラゴン【R15+】
- リベンジ・フォー・ジョリー 愛犬のために撃て!
- リベンジャー・スクワッド 宿命の荒野
- リベンジ・リスト【PG12】
- リボルバー(2005)【PG12】
- リミッツ・オブ・コントロール【PG12】
- ［リミット］
- リミット・オブ・アサシン【R15+】
- リリーのすべて【R15+】
- リンカーン/秘密の書【PG12】
- リンカーン弁護士
- 隣人
- 隣人13号【R15+】
- 隣人は静かに笑う
- 輪廻【PG12】
- 類猿人ターザン(1981)
- ルイの9番目の人生
- ルーキー
- ルーシー・イン・ザ・スカイ【R15+】
- ルーシーのセックス・リスト【PG12】
- ルーム
- ルームメイト(1992)
- ルームメイト2
- ルックアウト/見張り
- ルディ・レイ・ムーア
- ルドandクルシ【PG12】
- ルナ
- ルネッサンス
- ルノワール 陽だまりの裸婦【PG12】
- ルビー・スパークス【PG12】
- レイキャヴィク・ホエール・ウォッチング・マサカー【R15+】
- レイチェルの結婚
- レイヤー・ケーキ【R15+】
- レイン・フォール/雨の牙
- レインマン
- レヴェナント: 蘇えりし者【R15+】
- レーチェル レーチェル
- レオン 完全版【劇場再公開時はPG12】
- レギオン【PG12】
- レクイエム【R15+】
- レクイエム 最後の銃弾【R15+】
- レクイエム・フォー・ドリーム【R15+】
- レザーフェイス-悪魔のいけにえ【R18+】
- レザボア・ドッグス
- レジェンド・オブ・フィスト 怒りの鉄拳【R15+】
- レジェンド・オブ・フォール/果てしなき想い
- レジェンド・オブ・メキシコ/デスペラード
- レジェンド 狂気の美学【R15+】
- レスラー【R15+】
- レッドクリフ Part I
- レッド・サイレン【PG12】
- レッド・スコルピオン
- レッド・ステイト【R15+】
- レッド・スパロー【R15+】
- レット・ゼム・オール・トーク
- レッド・ドラゴン【PG12】
- レッド・ドラゴン/新・怒りの鉄拳
- レッドブル
- レッド・ブロンクス
- レディ・ウェポン【PG12】
- レディ・オア・ノット【R15+】
- レディ・ガイ【R15+】
- レディ・キラーズ
- レディ・バード【PG12】
- レプタイル -蜥蜴-
- レフト -恐怖物件-
- レベル・サーティーン【R15+】
- レポゼッション・メン【R15+】
- レリジュラス〜世界宗教おちょくりツアー〜
- レリック
- レリック -遺物-【PG12】
- ロイヤル・アフェア 愛と欲望の王宮【PG12】
- ロイヤル・トランプ
- ロイヤル・トランプ2
- 蝋人形の館【R15+】
- ローグ【PG12】
- ローグ アサシン【PG12】
- ローズ・イン・タイドランド【R15+】
- ローズマリーの赤ちゃん
- ロード・オブ・ウォー【R15+】
- ロード・オブ・カオス【R18+】
- ロード・オブ・セイラム【R15+】
- ロード・トゥ・パーディション
- ロードハウス/孤独の街(1989)
- ロードハウス/孤独の街(2024)
- ロープ 戦場の生命線
- ローラーボール(1975)
- ローン・サバイバー【PG12】
- ロキシー 美しき復讐者【R15+】
- 六月の蛇
- ロケットマン【PG12】[7]
- ロサンゼルス
- ロシアン・ルーレット【PG12】
- ロス市警特捜刑事/惨劇のX'masイヴ
- ロストガールズ
- ロスト・ドーター
- ロスト・フライト【PG12】
- ロストボーイ
- ロスト・マネー 偽りの報酬【R15+】
- ロスト・メモリーズ
- ロッキー・ホラー・ショー
- ロックアップ
- ロック・スクール〜元祖白熱ロック教室〜
- ロック、ストック&トゥー・スモーキング・バレルズ
- ロックダウン
- ロックンローラ【PG12】
- ロブスター【R15+】
- ロブ・ロイ/ロマンに生きた男
- ロボコップ(1987)【ディレクターズカット版はR15+】
- ロボコップ2(続編はPG-13指定)
- ロマンスX【R18+】
- ロミーとミッシェルの場合
- ロミオ・マスト・ダイ
- ロリータ(1997)【PG12】
- ロング・エンゲージメント【R15+】
- ロング・ショット 僕と彼女のありえない恋【PG12】
- ロング・トレイル!【PG12】
- ロングレッグス【PG12】
- ロング, ロングバケーション【PG12】
- ロンドン・ブルバード -LAST BODYGUARD-【PG12】
- ロンリーハート【R15+】

### わ行
- ワールズ・エンド 酔っぱらいが世界を救う!【PG12】
- ワールド・オブ・ライズ【PG12】
- ワイヤー・ルーム【R15+】
- ワイルド・アット・ハート
- ワイルド・アパッチ
- ワイルド・ギース
- ワイルド・ギースII
- ワイルドシングス
- ワイルドシングス2
- ワイルドシングス3【R15+】
- ワイルドシングス4
- ワイルド・バレット【R15+】
- ワイルドバンチ
- ワイルド・レンジ 最後の銃撃
- ワイルド・ローズ
- ワイン・カントリー
- ワウンズ: 呪われたメッセージ
- 私が、生きる肌【R15+】
- 私がウォシャウスキー
- ワタシが私を見つけるまで
- 私というパズル
- わたしに会うまでの1600キロ【R15+】
- わたしの可愛い人 シェリ【R15+】
- 私は「うつ依存症」の女
- わたしは最悪。【R15+】
- わらの犬(1971)
- わらの犬(2011)
- われらが背きし者【PG12】
- ワンダー・ガールズ 東方三侠
- ワンダーランド（2003）【R15+】
- ワンス・アポン・ア・タイム・イン・アメリカ【完全版・エクステンデッド版の劇場再公開時はR15+】
- ワンス・アポン・ア・タイム・イン・チャイナ 天地黎明
- ワンス・アポン・ア・タイム・イン・チャイナ 天地大乱
- ワンス・アポン・ア・タイム・イン・チャイナ 天地争覇
- ワンス・アポン・ア・タイム・イン・チャイナ/天地雷鳴
- ワンス・アポン・ア・タイム・イン・ハリウッド【劇場公開版・エクステンデッドカット版はPG12】
- ワンダー・ボーイズ
- ワン・バトル・アフター・アナザー

### アルファベット
- aftersun/アフターサン
- A GHOST STORY ア・ゴースト・ストーリー
- AIR/エア
- AKIRA【2020年の劇場再公開時はPG12】
- ANIARA アニアーラ【R15+】
- ANORA アノーラ【R18+】
- APPLESEED(続編はPG-13指定)
- ALI アリ
- ALIVE アライヴ
- AVA/エヴァ【PG12】
- AVP2 エイリアンズVS.プレデター【PG12】(前作はPG-13指定)
- Back to Black/エイミーのすべて【PG12】
- BECKY ベッキー【R15+】
- BETTER MAN/ベター・マン【PG12】
- BIUTIFUL ビューティフル【PG12】
- BODIES BODIES BODIES/ボディーズ・ボディーズ・ボディーズ
- BODY/ボディ【R18+】
- BRICK ブリック【R15+】
- BROTHER
- Bubble/バブル
- BUG/バグ【R15+】
- BULLY ブリー【R18+】
- CHASE/チェイス 猛追
- Chatroom/チャットルーム【PG12】
- CHLOE/クロエ【R15+】
- CLIMAX クライマックス【R18+】
- CODE46【PG12】
- COLD WAR あの歌、2つの心
- COP CAR/コップ・カー【PG12】
- CUBE
- CUBE2
- CUBE ZERO【PG12】
- DEAD OR ALIVE 犯罪者【R15+】
- DEMONLOVER デーモンラヴァー【R18+】
- DENGEKI 電撃
- D.O.A. (1988)
- DOGMAN ドッグマン【PG12】
- DOOM ドゥーム【R15+】
- Dr.ギグルス
- ELI/イーライ
- es［エス］【PG12】
- Facebookで大逆転
- FLIRT/フラート
- GAMER【R15+】
- GHOST IN THE SHELL / 攻殻機動隊(続編はPG-13指定)
- G.I.ジェーン
- Girl/ガール【PG12】
- go【PG12】
- GUYVER DARK HERO
- G20 ～大統領を救出せよ～
- H【R15+】
- Hな彼女の見つけ方 マシューの童貞卒業物語
- HANA-BI
- Hand of God -神の手が触れた日-
- HELL ヘル【PG12】
- her/世界でひとつの彼女【PG12】
- HICK ルリ13歳の旅【PG12】
- HOT SUMMER NIGHTS/ホット・サマー・ナイツ【PG12】
- HUNGER/ハンガー【R15+】
- ICHI【PG12】
- ICHIGEKI 一撃
- IT/イット “それ”が見えたら、終わり。【R15+】
- IT/イット THE END “それ”が見えたら、終わり。【R15+】
- J・エドガー
- jackass number two【R18+】
- JFK
- JIMI:栄光への軌跡【PG12】
- JOLT/ジョルト
- JUNK 死霊狩り
- KIMI -サイバー・トラップ-
- K2/ハロルドとテイラー
- L.A. ギャング ストーリー【R15+】
- L.A.コンフィデンシャル
- L.A.大捜査線/狼たちの街
- LAMB/ラム【R15+】
- LBJ ケネディの意志を継いだ男
- LOFT ロフト
- LOGAN/ローガン【R15+】
- LOOPER/ルーパー【PG12】
- LUCY/ルーシー【PG12】
- M★A★S★H マッシュ【劇場再公開時はPG12】
- Mank/マンク
- MaXXXine マキシーン【R15+】
- MAY -メイ-【R15+】
- MEN 同じ顔の男たち【R15+】
- MILES AHEAD/マイルス・デイヴィス 空白の5年間【PG12】
- MINAMATA-ミナマタ-
- MEMORY メモリー【R15+】
- MONOS 猿と呼ばれし者たち【R15+】
- Mr.タスク【PG12】
- Mr.ノーバディ【PG12】
- Mr.ノボカイン【R15+】
- Mr.ブルックス 完璧なる殺人鬼【R18+】
- MUSA -武士-
- NARC ナーク
- NO ONE LIVES ノー・ワン・リヴズ【R18+】
- NOPE/ノープ
- NY心霊捜査官【R18+】
- NYPD15分署
- ONCE ダブリンの街角で
- PARKER/パーカー【PG12】
- Pearl パール【R15+】
- PIG/ピッグ
- 劇場版 PSYCHO-PASS サイコパス PROVIDENCE【R15+】
- P2【R18+】
- Q&A
- RAMPO(黛バージョン)
- Re:プレイ
- REC/レック【R15+】
- REC/レック2【R15+】
- REC/レック3 ジェネシス【R15+】
- REC/レック4 ワールドエンド【R15+】
- REPO! レポ【R15+】
- REVENGE リベンジ【R15+】
- ROMA/ローマ【R15+】
- RONIN
- RUN/標的にされた男
- SAFE/セイフ【R15+】
- SAINT LAURENT/サンローラン【R15+】
- Saltburn
- SET IT OFF
- SEX発電
- SFソードキル
- SHE SAID/シー・セッド その名を暴け
- SHINOBI
- Shirley シャーリイ【PG12】
- SKIN/スキン【R15+】
- Smile スマイル
- SOMEWHERE
- SPY/スパイ【PG12】
- STILL:マイケル・J・フォックス ストーリー
- SUSHI GIRL【R15+】
- Swallow/スワロウ【R15+】
- S.W.A.T. 闇の標的(前作はPG-13指定)
- S.W.A.T. アンダーシージ
- TAG タグ
- TALK TO ME/トーク・トゥ・ミー【PG12】
- TAR/ター
- TATARI タタリ【PG12】
- TAU/タウ
- TEKKEN -鉄拳-
- THE CROW/ザ・クロウ
- THE ICEMAN 氷の処刑人【R15+】
- THE INFORMER/三秒間の死角
- The FEAST/ザ・フィースト【R15+】
- THE GREY 凍える太陽【PG12】
- THE GUILTY/ギルティ(2018)
- THE GUILTY/ギルティ(2021)
- THE JOYUREI 女優霊
- The Lady アウンサンスーチー ひき裂かれた愛【PG12】
- THE MONKEY/ザ・モンキー【R15+】
- THX 1138(ディレクターズカット版)
- TINA ティナ
- TITANE/チタン【R15+】
- TOKYO-POP
- TOKYO TRIBE【R15+】
- To Leslie トゥ・レスリー
- TOUCH/タッチ
- T2 トレインスポッティング【R15+】
- Uターン
- U・ボート(ディレクターズカット版)
- VERSUS【PG12】
- V/H/S シンドローム【R18+】
- V/H/S ネクストレベル【R18+】
- V/H/S ファイナル・インパクト【R18+】
- V/H/S/94
- Virginia/ヴァージニア【PG12】
- Vフォー・ヴェンデッタ【PG12】
- WASABI
- WE ARE YOUR FRIENDS ウィー・アー・ユア・フレンズ【PG12】
- WE LIVE IN TIME この時を生きて
- WILD CARD/ワイルドカード【PG12】
- WXIII 機動警察パトレイバー
- X エックス【R15+】
- X -エックス-
- Zero WOMAN II 警視庁0課の女
- Zero WOMAN 名前のない女
- Zero WOMAN 消せない記憶
- Zola ゾラ【R18+】
- ZOMBIO/死霊のしたたり【劇場再公開時はR15+】

### 数字
- 0:34 レイジ34フン【R15+】
- 2ガンズ
- 4デイズ【R15+】
- 5デイズ
- 6アンダーグラウンド
- 6才のボクが、大人になるまで。【PG12】
- 7月4日に生まれて
- 7月22日
- 8月の家族たち
- 8 Mile【PG12】
- 8mm【PG12】
- 10億分の1の男
- 10ミニッツ
- 11:14
- 12モンキーズ
- 13ウォーリアーズ
- 13ゴースト
- 13日の金曜日（1980）
- 13日の金曜日 PART2
- 13日の金曜日 PART3
- 13日の金曜日 完結編
- 13日の金曜日 PART6/ジェイソンは生きていた!
- 13日の金曜日 PART7/新しい恐怖
- 13日の金曜日 PART8/ジェイソンN.Y.へ
- 13日の金曜日/ジェイソンの命日
- 13日の金曜日（2009）【R15+】
- 13の選択
- 15時17分、パリ行き(当初はR指定としたが、イーストウッド監督とワーナー・ブラザースはより幅広い層の観客に本作を鑑賞してもらいたいと抗議した結果、PG-13指定に引き下げられた。)
- 15ミニッツ
- 17歳のカルテ
- 17歳の処方箋
- 20センチュリー・ウーマン
- 21オーバー 最初の二日酔い
- 21ジャンプストリート
- 21グラム【PG12】
- 21ブリッジ
- 22ジャンプストリート
- 24アワー・パーティー・ピープル【R15+】
- 25時
- 25年目の弦楽四重奏【R15+】
- 26世紀青年
- 28日後...【PG12】
- 28週後...【R15+】
- 28年後...【R15+】
- 30デイズ・ナイト【R15+】
- 31【R18+】
- 40歳の童貞男【R15+】
- 47歳 人生のステータス
- 47RONIN -ザ・ブレイド-(前作はPG-13指定)
- 48時間
- 48時間PART2/帰って来たふたり
- 50歳の恋愛白書【PG12】
- 50/50 フィフティ・フィフティ【PG12】
- 100歳の華麗なる冒険【PG12】
- 127時間
- 200本のたばこ
- 300 〈スリーハンドレッド〉【R15+】
- 300 〈スリーハンドレッド〉 〜帝国の進撃〜【劇場公開版はR15+、Blu-ray・DVD版はR18+】
- 1900年
- 1911
- 1917 命をかけた伝令
- 2001人の狂宴【R18+】
- 2046【劇場再公開時はR15+】
- 7500(2019)

### 記号
- π